# Escala temporal geológica

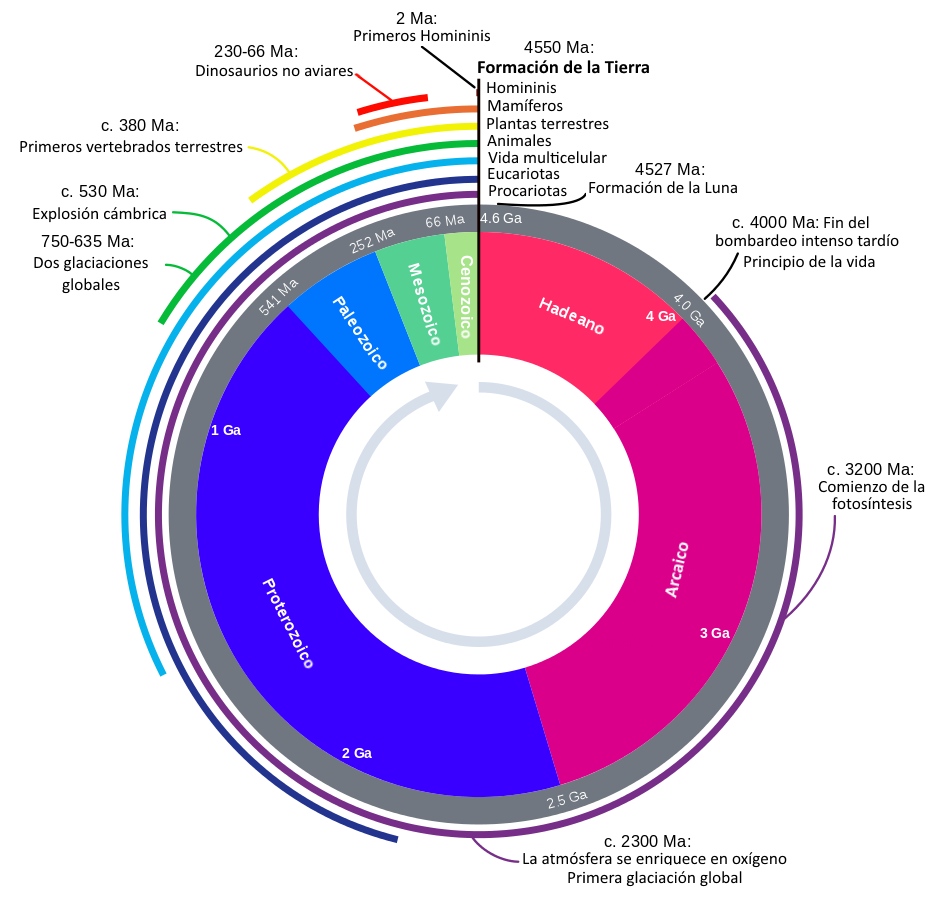
Representación del tiempo geológico como un círculo cerrado que muestra las principales unidades y eventos clave de la historia de la Tierra. El eón Hádico representa el tiempo desde la formación de la Tierra, hace 4567 millones de años, sin registro fósil de formas de vida, hasta algo más de 4000 Ma. Otras subdivisiones reflejan la evolución de la vida; el Arcaico y el Proterozoico son eones, el Paleozoico, el Mesozoico y el Cenozoico son eras del eón Fanerozoico. El periodo Cuaternario, de dos millones y medio de años, el tiempo del último ciclo glacial y de la evolución humana, es demasiado pequeño para ser visible a esta escala.

La escala temporal geológica, escala de tiempo geológico o tabla cronoestratigráfica internacional es el marco de referencia para representar los eventos de la historia de la Tierra y de la vida ordenados cronológicamente. Establece divisiones y subdivisiones de las rocas según su edad relativa y del tiempo absoluto transcurrido desde la formación de la Tierra hasta la actualidad, en una doble dimensión: estratigráfica (superposición de rocas) y cronológica (transcurso del tiempo). Estas divisiones están basadas principalmente en los cambios faunísticos observables en el registro fósil y han podido ser datadas con cierta precisión por métodos radiométricos. La escala compila y unifica los resultados del trabajo sobre geología histórica realizado durante varios siglos por naturalistas, geólogos, paleontólogos y otros muchos especialistas. Desde 1974 la elaboración formal de la escala se realiza por la Comisión Internacional de Estratigrafía de la Unión Internacional de Ciencias Geológicas y los cambios, tras algunos años de estudios y deliberaciones por subcomisiones específicas, han de ser ratificados en congresos mundiales.

## Criterios de elaboración
| Correspondencia entre unidades cronoestratigráficas y geocronológicas |                          |
| Cronoestratigráficas (cuerpos de roca)                                | Geocronológicas (tiempo) |
| Eonotema                                                              | Eón                      |
| Eratema                                                               | Era                      |
| Sistema                                                               | Período                  |
| Serie                                                                 | Época                    |
| Piso                                                                  | Edad                     |
| Cronozona                                                             | Cron                     |

La escala está compuesta por la combinación de:
- Unidades cronoestratigráficas (piso, serie, sistema, eratema, eonotema), que responden a conjuntos de rocas, estratificados o no, formados durante un intervalo de tiempo determinado. Se basan en las variaciones de los registros fósil (bioestratigrafía) y estratigráfico (litoestratigrafía). Son las unidades con las que se han establecido las divisiones de la escala cronoestratigráfica estándar para el Fanerozoico (y el Ediacárico y el Criogénico del Precámbrico). Sirven de soporte material de referencia.
- Unidades geocronológicas (edad, época, periodo, era, eón), unidades de tiempo equivalentes una a una con las cronoestratigráficas. Son la referencia temporal relativa de la escala para el Fanerozoico.
- Unidades geocronométricas, definidas por edades absolutas (tiempo en millones de años). Son las unidades con las que se han establecido las divisiones de la escala para el Precámbrico (excepto el Ediacárico y el Criogénico).[2][3] Las dataciones absolutas que se muestran en la escala para el Fanerozoico y el Ediacárico están en revisión, y las que no tienen estratotipo de límite inferior formalizado son aproximadas,[1] por lo que no pueden considerarse unidades geocronométricas.

La unidad básica de la escala es el piso (y su edad equivalente), definido normalmente por cambios detectados en el registro fósil y, ocasionalmente, apoyados por cambios paleomagnéticos (inversiones de polaridad del campo magnético terrestre), litológicos debidos a cambios climáticos, efectos tectónicos o subidas o bajadas del nivel del mar. Las unidades de rango superior reflejan los cambios más significativos en las faunas del pasado inferidos del registro fósil (Paleozoico o Mesozoico), características litológicas de la región donde se definieron (Carbonífero, Triásico o Cretácico) y más raramente aspectos paleoclimáticos (Criogénico). Muchos nombres se refieren al lugar donde se establecieron las sucesiones estratigráficas de referencia o se estudiaron inicialmente (Pérmico o Maastrichtiense).
Para determinadas subdivisiones de la escala se usan «Inferior» y «Superior» si se hace referencia a unidades cronoestratigráficas (cuerpos de roca) o «Temprano» y «Tardío» si se hace referencia a unidades geocronológicas (tiempo). En ambos casos se añade delante el nombre de la unidad correspondiente de rango superior, como en Triásico Superior (serie) y Triásico Tardío (época).
Desde 1977, la Global Commission on Stratigraphy [Comisión Global de Estratigrafía] (ahora la International Commission on Stratigraphy, Comisión Internacional de Estratigrafía) comenzó a definir referencias físicas globales conocidas como GSSP (por Global Boundary Stratotype Section and Point, 'Sección estratotipo y punto de límite global') para las bases de las unidades cronoestratigráficas (pisos, series, sistemas, eratemas y eonotemas geológicos). Al definir solo el estratotipo de la base (y un punto de límite) y no del techo de cada unidad se evita que queden «huecos» o se produzcan «solapes» entre unidades consecutivas, definidos en localidades que pueden estar muy alejadas entre sí, incluso en continentes diferentes. De igual forma no se definen estratotipos para unidades completas para evitar posibles lagunas estratigráficas, discontinuidades erosivas o repeticiones tectónicas, que alteren la continuidad del registro estratigráfico. El trabajo de la comisión se describe en The Geologic Time Scale de 2012 de Gradstein et al. También está disponible un modelo UML sobre cómo está estructurada la escala de tiempo, relacionándola con los GSSP.

## Historia y nomenclatura de la escala del tiempo

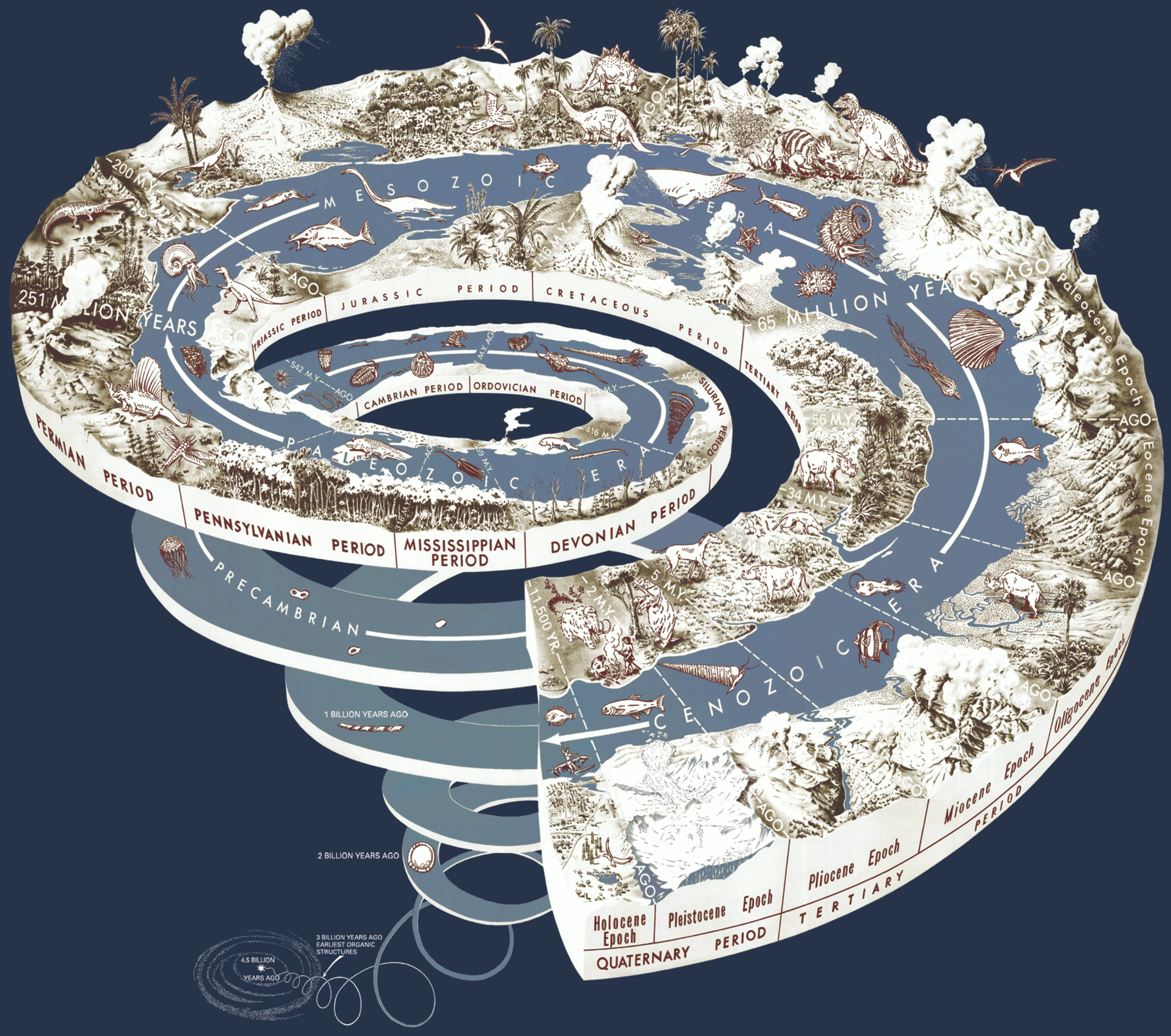
Representación gráfica de la historia de la Tierra como una espiral.

### Historia temprana
En la antigua Grecia, Aristóteles (384-322 a. C.) observó que los fósiles de las conchas marinas en las rocas se parecían a las que se encontraban en las playas: infirió que los fósiles en las rocas estaban formados por organismos, y razonó que las posiciones de la tierra y del mar habían cambiado durante muchos períodos de tiempo. Leonardo da Vinci (1452-1519) estuvo de acuerdo con la interpretación de Aristóteles de que los fósiles representaban los restos de la vida antigua.
El geólogo persa Avicena del siglo XI (Ibn Sina, muerto en 1037) y el obispo dominico del siglo XIII, Albertus Magnus (fallecido en 1280) extendieron la explicación de Aristóteles a una teoría de un fluido petrificante. Avicena también propuso por primera vez uno de los principios subyacentes a las escalas de tiempo, la ley de superposición de estratos, mientras discutían los orígenes de las montañas en El libro de la curación (1027).  El naturalista chino Shen Kuo (1031–1095) también reconoció el concepto de "tiempo profundo".

### Establecimiento de principios primarios
A finales del siglo XVII, Nicolas Steno (1638-1686) pronunció los principios subyacentes a las escalas de tiempo geológicas. Steno argumentó que las capas de roca (o estratos) se colocaron en sucesión, y que cada una representa una «porción» de tiempo. También formuló la ley de superposición, que establece que cualquier estrato dado es probablemente más antiguo que los que están arriba y más joven que los que están debajo. Si bien los principios de Steno eran simples, su aplicación resultó ser un desafío. Las ideas de Steno también llevaron a otros conceptos importantes que los geólogos usan hoy en día, como la datación relativa. A lo largo del siglo XVIII, los geólogos se dieron cuenta de que:
- Las secuencias de los estratos a menudo se erosionan, se distorsionan, se inclinan o incluso se invierten después de la deposición.
- Los estratos establecidos al mismo tiempo en diferentes áreas podrían tener aspectos totalmente diferentes.
- Los estratos de cualquier área dada representaban solo una parte de la larga historia de la Tierra.

Las teorías neptunistas populares en ese momento (expuestas por Abraham Werner (1749-1817) a fines del siglo XVIII) propusieron que todas las rocas se habían precipitado a partir de una enorme inundación. Un cambio importante en el pensamiento se produjo cuando  James Hutton (1726-1797) presentó su Theory of the Earth; or, an Investigation of the Laws Observable in the Composition, Dissolution, and Restoration of Land Upon the Globe [Teoría de la Tierra; o una Investigación de las leyes observables en la composición, disolución y restauración de la tierra en el Globo] ante la Royal Society of Edinburgh en marzo y abril de 1785.  John McPhee afirma que «tal como aparecen las cosas desde la perspectiva del siglo XX, James Hutton en esas lecturas se convirtió en el fundador de la geología moderna». : 95–100  Hutton propuso que el interior de la Tierra estaba caliente, y que ese calor era el motor que impulsaba la creación de nueva roca: la tierra era erosionada por el aire y el agua y se depositaba como capas en el mar; el calor consolidaba el sedimento en piedra y lo elevaba a nuevas tierras. Esta teoría, conocida como "plutonismo", contrastaba con la teoría «neptunista» orientada a las inundaciones.

### Formulación de la escala de tiempo geológico
Los primeros intentos serios de formular una escala de tiempo geológico que pudiera aplicarse en cualquier lugar de la Tierra se realizaron a fines del siglo XVIII. El más influyente de esos intentos tempranos (defendido por Abraham Gottlob Werner, entre otros) dividió las rocas de la corteza terrestre en cuatro tipos: primarias, secundarias, terciarias y cuaternarias. Cada tipo de roca, según la teoría, se formaba durante un período específico en la historia de la Tierra, las eras. De este modo, era posible hablar de una «era terciaria» y de «rocas terciarias». De hecho, «Terciario» (ahora Paleógeno y Neógeno) se mantuvo en uso como nombre de una era geológica hasta bien entrado el siglo XX y «Cuaternario» sigue siendo de uso formal, pero no como era sino como período más del Cenozoico.
La identificación de los estratos por los fósiles que contenían, iniciada por William Smith, Georges Cuvier, Jean d'Omalius d'Halloy y Alexandre Brongniart a principios del siglo XIX, permitió a los geólogos dividir la historia de la Tierra con mayor precisión. También les permitió correlacionar estratos a través de fronteras nacionales (o incluso continentales). Si dos estratos (aunque distantes en el espacio o diferentes en composición) contuvieran los mismos fósiles, había muchas posibilidades de que se hubieran depositado al mismo tiempo. Los estudios detallados entre 1820 y 1850 de los estratos y fósiles de Europa produjeron la secuencia de los períodos geológicos que todavía se utilizan en la actualidad.

### Nombramiento de períodos, eras y épocas geológicas
Los primeros trabajos sobre el desarrollo de la escala de tiempo geológico fueron dominados por los geólogos británicos, y muchos de los nombres de los sistemas geológicos (y su períodos equivalentes) reflejan ese dominio. El «Cámbrico» (el nombre clásico de la región de Gales) y el «Ordovícico» y el «Silúrico», que llevan el nombre de las antiguas tribus galesas, se definieron mediante secuencias estratigráficas de Gales.: 113–114  El «Devónico» fue nombrado por el condado inglés de Devon. El nombre «Carbonífero» significa 'portador de carbón', del latín carbo ('carbón') y fer ('llevar'). El «Pérmico» fue nombrado por la región de Perm, en Rusia, porque fue definido usando estratos en esa región por el geólogo escocés Roderick Murchison. Sin embargo, algunos sistemas fueron definidos por geólogos de otros países. El «Triásico» fue nombrado en 1834 por un geólogo alemán Friedrich Von Alberti por los tres conjuntos estratigráficos distintos —areniscas rojas (abajo), calizas (en medio) y lutitas negras (arriba)—, que se encuentran por toda Alemania y el noroeste de Europa, llamadas en conjunto 'Trias' (en latín: trias, que significan 'tríada'). El «Jurásico» fue nombrado por un geólogo francés Alexandre Brongniart por las extensas exposiciones de calizas marinas de las montañas Jura. El «Cretácico» (del latín creta, que significa 'tiza') fue definido por primera vez como un sistema separado por el geólogo belga Jean d'Omalius d'Halloy en 1822, a partir del contenido fosilífero de estratos de la cuenca de París y recibió el nombre de los extensos lechos de creta (carbonato cálcico depositado por las conchas de invertebrados marinos que se encuentran en Europa occidental.
Los geólogos británicos también fueron responsables de la agrupación de los períodos/sistemas en eras/eratemas y de la subdivisión de los períodos en épocas/pisos. En 1841, John Phillips publicó la primera escala de tiempo geológico global basada en los tipos de fósiles encontrados en cada era. La escala de Phillips ayudó a estandarizar el uso de términos como Paleozoico ('vida antigua') que extendió para cubrir un período más extenso que el que tenía en el uso anterior, y Mesozoico ('vida media') que él mismo acuñó.
La diferenciación entre unidades basadas en cuerpos de roca (unidades cronoestratigráficas, como sistema, serie y piso) y las referidas al tiempo en que se formaron (las unidades geocronológicas equivalentes, como período, época y edad respectivamente) procede de 1880, por decisión del II Congreso Geológico Mundial, con el fin de unificar y aclarar la dispersión de los términos y conceptos relativos a sucesiones de estratos y las relativas al tiempo cronológico usados en diferentes países o escuelas. Así se puede hablar, por ejemplo, de las formaciones geológicas del sistema Cretácico y de la fauna que habitó durante el periodo Cretácico, que no vivió «en» esas rocas que vemos hoy.

### Datación de escalas de tiempo
Cuando William Smith y Charles Lyell reconocieron por primera vez que los estratos de roca representaban intervalos de tiempo sucesivos, las escalas de tiempo solo podían estimarse de manera muy imprecisa, ya que las estimaciones de las tasas de cambio eran inciertas. Mientras que los creacionistas habían estado proponiendo fechas de alrededor de seis o siete mil años para la edad de la Tierra basándose en la Biblia, los primeros geólogos sugirieron millones de años para los períodos geológicos, y algunos incluso sugirieron una edad virtualmente infinita para la Tierra.  Los geólogos y paleontólogos construyeron la tabla geológica en función de las posiciones relativas de los diferentes estratos y fósiles, y estimaron las escalas de tiempo en función de las tasas de estudio de diversos tipos de meteorización, erosión, sedimentación y litificación. Hasta el descubrimiento de la radiactividad en 1896 y el desarrollo de sus aplicaciones geológicas a través de la datación radiométrica durante la primera mitad del siglo XX, las edades de varios estratos de roca y la edad de la misma Tierra fueron objeto de un debate considerable.
La primera escala de tiempo geológico que incluía fechas absolutas fue publicada en 1913 por el geólogo británico Arthur Holmes. Amplió en gran medida la recién creada disciplina de geocronología  y publicó el libro de renombre mundial The Age of the Earth [La Edad de la Tierra] en el que estimó que la edad de la Tierra debía de ser de por lo menos de unos 1600 millones de años.

### El Antropoceno
El Antropoceno fue una propuesta para crear una nueva época geológica para describir la época actual, en la que los humanos tienen un enorme impacto en el medio ambiente. El término fue acuñado por Paul Crutzen y Eugene Stoermer en 2000. En general, se caracterizó por las emisiones de carbono antrópicas y la producción y el consumo de productos plásticos acumulables en la naturaleza. Sin embargo, la Unión Internacional de Ciencias Geológicas y la Comisión Internacional de Estratigrafía, y tras valorar los resultados alcanzados en 15 años de estudios por un grupo multidisciplinar de especialistas en el Cuaternario, rechazaron formalmente en 2024 el Antropoceno como nueva época geológica.

## Estandarización
Las unidades, divisiones y dataciones que se presentan están basados en la Tabla cronoestratigráfica internacional (versión de 2024) elaborada por la Comisión Internacional de Estratigrafía. Con el símbolo del «clavo de oro» (el casi oficializado «golden spike») se marcan aquellas unidades cuyo límite inferior está definido formalmente en una sección estratotipo y punto de límite global (GSSP, de sus siglas en inglés). Para el Precámbrico las divisiones son estrictamente geocronométricas, definidas directamente por tiempo absoluto (en millones de años), excepto para el Ediacárico, para el que hay estratotipo de límite inferior y el Criogénico, que lo tiene pendiente de definir. 
Los colores usados (formato RGB) son los estándares propuestos en 2006 por la Comisión del Mapa Geológico del Mundo. Las actualizaciones y añadidos posteriores se realizan por la Comisión Estratigráfica Internacional en colaboración con la Comisión del Mapa Geológico del Mundo.
Hasta 2013, la Tabla cronoestratigráfica internacional se publicó únicamente en inglés. Desde entonces se publican traducciones oficiales a otros idiomas: chino, español (en dos versiones: de España y de América), portugués (igualmente en dos versiones, una de ellas para el portugués brasileño), noruego, lituano, euskera, catalán, francés, japonés, italiano, checo, finés, coreano, neerlandés (en versiones holandesa y belga), esloveno, turco y ruso.

### Doble nomenclatura formal en español
Tradicionalmente la mayoría de los nombres de los pisos o edades se terminan con el sufijo «-iense» en España y Venezuela y con el sufijo «-iano» en casi todos los países de América de habla castellana, ambas formas son sinónimas y perfectamente válidas. P. ej. Aptiense y Aptiano o Priaboniense y Priaboniano.
La primera versión en español de la tabla oficial de la Comisión Internacional de Estratigrafía fue la de España, publicada en 2013, pero en 2016 se publicó un borrador con la primera versión en español reflejando la tradición americana. Esta versión provisional para América fue elaborada por los servicios geológicos de Colombia, con aportaciones de diferentes instituciones y profesionales de México, Argentina, Chile, Perú, Ecuador y Uruguay. Sin embargo, en Venezuela se sigue la versión de la nomenclatura del español de España. En 2023 la nomenclatura de la versión americana de la tabla pasó a definitiva.
En la tabla que sigue aparecen reflejadas las dos terminologías, con las de la versión americana en letras cursivas para su correcta identificación. Cuando solo aparece un término es porque ambos conjuntos de nomenclatura coinciden.

## Escala global estándar del tiempo geológico
| Supereón            | Eón Eonotema     | Era Eratema | Período Sistema | Período Sistema | Época Serie | Subépoca Subserie | Edad Piso | Eventos relevantes | Inicio (millones de años) |
| ------------------- | ---------------- | --- | --- | --- | --- | --- | --- | --- | ------------------------- |
|                     | Fanerozoico      | Cenozoico | Cuaternario | Cuaternario | Holoceno | Tardío / Superior | Megalayense Megalayiano | Fin de la glaciación reciente y surgimiento de la civilización humana. | 0,0042                    |
| Medio               | Fanerozoico      | Cenozoico | Cuaternario | Cuaternario | Holoceno | Norgripiense Norgripiano | 0,0082 | Fin de la glaciación reciente y surgimiento de la civilización humana. |                           |
| Temprano / Inferior | Fanerozoico      | Cenozoico | Cuaternario | Cuaternario | Holoceno | Groenlandiense Groenlandiano | 0,0117 | Fin de la glaciación reciente y surgimiento de la civilización humana. |                           |
| Pleistoceno         | Fanerozoico      | Cenozoico | Cuaternario | Cuaternario | Tardío / Superior | Superior / Tardío (Tarantiense Tarantiano) | Florecimiento y posterior extinción de muchos grandes mamíferos (megafauna del Pleistoceno). Aparece Homo habilis y se desarrollan los humanos anatómicamente modernos. Se desarrolla la reciente Edad de Hielo. | 0,129 |                           |
| Pleistoceno         | Fanerozoico      | Cenozoico | Cuaternario | Cuaternario | Medio | Chibaniense Chibaniano | Florecimiento y posterior extinción de muchos grandes mamíferos (megafauna del Pleistoceno). Aparece Homo habilis y se desarrollan los humanos anatómicamente modernos. Se desarrolla la reciente Edad de Hielo. | 0,774 |                           |
| Pleistoceno         | Fanerozoico      | Cenozoico | Cuaternario | Cuaternario | Temprano / Inferior | Calabriense Calabriano | Florecimiento y posterior extinción de muchos grandes mamíferos (megafauna del Pleistoceno). Aparece Homo habilis y se desarrollan los humanos anatómicamente modernos. Se desarrolla la reciente Edad de Hielo. | 1,80 |                           |
| Pleistoceno         | Fanerozoico      | Cenozoico | Cuaternario | Cuaternario | Temprano / Inferior | Gelasiense Gelasiano | Florecimiento y posterior extinción de muchos grandes mamíferos (megafauna del Pleistoceno). Aparece Homo habilis y se desarrollan los humanos anatómicamente modernos. Se desarrolla la reciente Edad de Hielo. | 2,58 |                           |
| Neógeno             | Neógeno          | Cenozoico | Plioceno | Tardío / Superior | Piacenziense Piacenziano | Clima frío y seco. Aparecen los Australopithecina, varios géneros de los mamíferos existentes y los moluscos recientes. Se forma el istmo de Panamá, provocando el Gran Intercambio Americano | 3,600 | |                           |
| Neógeno             | Neógeno          | Cenozoico | Plioceno | Temprano / Inferior | Zancliense Zancliano | Clima frío y seco. Aparecen los Australopithecina, varios géneros de los mamíferos existentes y los moluscos recientes. Se forma el istmo de Panamá, provocando el Gran Intercambio Americano | 5,333 | |                           |
| Neógeno             | Neógeno          | Cenozoico | Mioceno | Tardío / Superior | Messiniense Mesiniano | Clima moderado; orogenia en el hemisferio norte. Desecación del Mediterráneo en el Mesiniense. Se hacen reconocibles las familias de los mamíferos y aves modernos. Los caballos y los mastodontes se diversifican. Primeros bosques de Laminariales; la hierba se hace ubicua. Aparecen los primeros simios. | 7,246 | |                           |
| Neógeno             | Neógeno          | Cenozoico | Mioceno | Tardío / Superior | Tortoniense Tortoniano | Clima moderado; orogenia en el hemisferio norte. Desecación del Mediterráneo en el Mesiniense. Se hacen reconocibles las familias de los mamíferos y aves modernos. Los caballos y los mastodontes se diversifican. Primeros bosques de Laminariales; la hierba se hace ubicua. Aparecen los primeros simios. | 11,63 | |                           |
| Neógeno             | Neógeno          | Cenozoico | Mioceno | Medio | Serravalliense Serravaliano | Clima moderado; orogenia en el hemisferio norte. Desecación del Mediterráneo en el Mesiniense. Se hacen reconocibles las familias de los mamíferos y aves modernos. Los caballos y los mastodontes se diversifican. Primeros bosques de Laminariales; la hierba se hace ubicua. Aparecen los primeros simios. | 13,82 | |                           |
| Neógeno             | Neógeno          | Cenozoico | Mioceno | Medio | Langhiense Langhiano | Clima moderado; orogenia en el hemisferio norte. Desecación del Mediterráneo en el Mesiniense. Se hacen reconocibles las familias de los mamíferos y aves modernos. Los caballos y los mastodontes se diversifican. Primeros bosques de Laminariales; la hierba se hace ubicua. Aparecen los primeros simios. | 15,98 | |                           |
| Neógeno             | Neógeno          | Cenozoico | Mioceno | Temprano / Inferior | Burdigaliense Burdigaliano | Clima moderado; orogenia en el hemisferio norte. Desecación del Mediterráneo en el Mesiniense. Se hacen reconocibles las familias de los mamíferos y aves modernos. Los caballos y los mastodontes se diversifican. Primeros bosques de Laminariales; la hierba se hace ubicua. Aparecen los primeros simios. | 20,45 | |                           |
| Neógeno             | Neógeno          | Cenozoico | Mioceno | Temprano / Inferior | Aquitaniense Aquitaniano | Clima moderado; orogenia en el hemisferio norte. Desecación del Mediterráneo en el Mesiniense. Se hacen reconocibles las familias de los mamíferos y aves modernos. Los caballos y los mastodontes se diversifican. Primeros bosques de Laminariales; la hierba se hace ubicua. Aparecen los primeros simios. | 23,04 | |                           |
| Paleógeno           | Paleógeno        | Cenozoico | Oligoceno | Oligoceno | Chattiense Chattiano | Clima cálido; rápida evolución y diversificación de la fauna, especialmente mamíferos. Importante evolución y dispersión de modernos tipos de plantas con flor. Orogenia Alpina. Formación de la corriente Circumpolar Antártica y congelación de la Antártida. | 27,3 | |                           |
| Paleógeno           | Paleógeno        | Cenozoico | Oligoceno | Oligoceno | Rupeliense Rupeliano | Clima cálido; rápida evolución y diversificación de la fauna, especialmente mamíferos. Importante evolución y dispersión de modernos tipos de plantas con flor. Orogenia Alpina. Formación de la corriente Circumpolar Antártica y congelación de la Antártida. | 33,9 | |                           |
| Paleógeno           | Paleógeno        | Cenozoico | Eoceno | Eoceno | Priaboniense Priaboniano | Extinción de final del Eoceno («Gran Ruptura» de Stehlin). Prosperan los mamíferos arcaicos (Creodonta, Condylarthra, Uintatheriidae, etc.) y continúan su desarrollo durante esta época. Aparición de varias familias "modernas" de mamíferos. Las ballenas primitivas se diversifican. Primeras hierbas. India colisiona con Asia. Máximo térmico del Paleoceno-Eoceno. Disminución del dióxido de carbono. Aparecen capas de hielo en la Antártida. | 37,71 | |                           |
| Paleógeno           | Paleógeno        | Cenozoico | Eoceno | Eoceno | Bartoniense Bartoniano | Extinción de final del Eoceno («Gran Ruptura» de Stehlin). Prosperan los mamíferos arcaicos (Creodonta, Condylarthra, Uintatheriidae, etc.) y continúan su desarrollo durante esta época. Aparición de varias familias "modernas" de mamíferos. Las ballenas primitivas se diversifican. Primeras hierbas. India colisiona con Asia. Máximo térmico del Paleoceno-Eoceno. Disminución del dióxido de carbono. Aparecen capas de hielo en la Antártida. | 41,03 | |                           |
| Paleógeno           | Paleógeno        | Cenozoico | Eoceno | Eoceno | Luteciense Lutetiano | Extinción de final del Eoceno («Gran Ruptura» de Stehlin). Prosperan los mamíferos arcaicos (Creodonta, Condylarthra, Uintatheriidae, etc.) y continúan su desarrollo durante esta época. Aparición de varias familias "modernas" de mamíferos. Las ballenas primitivas se diversifican. Primeras hierbas. India colisiona con Asia. Máximo térmico del Paleoceno-Eoceno. Disminución del dióxido de carbono. Aparecen capas de hielo en la Antártida. | 48,07 | |                           |
| Paleógeno           | Paleógeno        | Cenozoico | Eoceno | Eoceno | Ypresiense Ypresiano | Extinción de final del Eoceno («Gran Ruptura» de Stehlin). Prosperan los mamíferos arcaicos (Creodonta, Condylarthra, Uintatheriidae, etc.) y continúan su desarrollo durante esta época. Aparición de varias familias "modernas" de mamíferos. Las ballenas primitivas se diversifican. Primeras hierbas. India colisiona con Asia. Máximo térmico del Paleoceno-Eoceno. Disminución del dióxido de carbono. Aparecen capas de hielo en la Antártida. | 56,00 | |                           |
| Paleógeno           | Paleógeno        | Cenozoico | Paleoceno | Paleoceno | Thanetiense Thanetiano | Clima tropical. Aparecen las plantas modernas; los mamíferos se diversifican en varios linajes primitivos tras el evento de extinción del Cretácico-Paleógeno. Primeros mamíferos grandes (osos y pequeños hipopótamos). | 59,24 | |                           |
| Paleógeno           | Paleógeno        | Cenozoico | Paleoceno | Paleoceno | Selandiense Selandiano | Clima tropical. Aparecen las plantas modernas; los mamíferos se diversifican en varios linajes primitivos tras el evento de extinción del Cretácico-Paleógeno. Primeros mamíferos grandes (osos y pequeños hipopótamos). | 61,66 | |                           |
| Paleógeno           | Paleógeno        | Cenozoico | Paleoceno | Paleoceno | Daniense Daniano | Clima tropical. Aparecen las plantas modernas; los mamíferos se diversifican en varios linajes primitivos tras el evento de extinción del Cretácico-Paleógeno. Primeros mamíferos grandes (osos y pequeños hipopótamos). | 66,00 | |                           |
| Mesozoico           | Cretácico        | Cretácico | Superior / Tardío | Superior / Tardío | Maastrichtiense Maastrichtiano | Proliferan las plantas con flor (angiospermas) y nuevos tipos de insectos. Empiezan a aparecer peces teleósteos más modernos. Son comunes ammonites, belemnites, bivalvos rudistas, equinoides y esponjas. Varios tipos de dinosaurios (como tiranosáuridos, titanosáuridos, hadrosáuridos, y ceratópsidos) evolucionaron en tierra, así como los cocodrilos modernos; mosasaurios y tiburones modernos aparecieron en el mar. Las aves primitivas remplazaron gradualmente a los pterosaurios. Aparecieron monotremas, marsupiales y mamíferos placentarios. Ruptura de Gondwana. | 72,2±0,2 | |                           |
| Mesozoico           | Cretácico        | Cretácico | Superior / Tardío | Superior / Tardío | Campaniense Campaniano | Proliferan las plantas con flor (angiospermas) y nuevos tipos de insectos. Empiezan a aparecer peces teleósteos más modernos. Son comunes ammonites, belemnites, bivalvos rudistas, equinoides y esponjas. Varios tipos de dinosaurios (como tiranosáuridos, titanosáuridos, hadrosáuridos, y ceratópsidos) evolucionaron en tierra, así como los cocodrilos modernos; mosasaurios y tiburones modernos aparecieron en el mar. Las aves primitivas remplazaron gradualmente a los pterosaurios. Aparecieron monotremas, marsupiales y mamíferos placentarios. Ruptura de Gondwana. | 83,6±0,2 | |                           |
| Mesozoico           | Cretácico        | Cretácico | Superior / Tardío | Superior / Tardío | Santoniense Santoniano | Proliferan las plantas con flor (angiospermas) y nuevos tipos de insectos. Empiezan a aparecer peces teleósteos más modernos. Son comunes ammonites, belemnites, bivalvos rudistas, equinoides y esponjas. Varios tipos de dinosaurios (como tiranosáuridos, titanosáuridos, hadrosáuridos, y ceratópsidos) evolucionaron en tierra, así como los cocodrilos modernos; mosasaurios y tiburones modernos aparecieron en el mar. Las aves primitivas remplazaron gradualmente a los pterosaurios. Aparecieron monotremas, marsupiales y mamíferos placentarios. Ruptura de Gondwana. | 85,7±0,2 | |                           |
| Mesozoico           | Cretácico        | Cretácico | Superior / Tardío | Superior / Tardío | Coniaciense Coniaciano | Proliferan las plantas con flor (angiospermas) y nuevos tipos de insectos. Empiezan a aparecer peces teleósteos más modernos. Son comunes ammonites, belemnites, bivalvos rudistas, equinoides y esponjas. Varios tipos de dinosaurios (como tiranosáuridos, titanosáuridos, hadrosáuridos, y ceratópsidos) evolucionaron en tierra, así como los cocodrilos modernos; mosasaurios y tiburones modernos aparecieron en el mar. Las aves primitivas remplazaron gradualmente a los pterosaurios. Aparecieron monotremas, marsupiales y mamíferos placentarios. Ruptura de Gondwana. | 89,8±0,3 | |                           |
| Mesozoico           | Cretácico        | Cretácico | Superior / Tardío | Superior / Tardío | Turoniense Turoniano | Proliferan las plantas con flor (angiospermas) y nuevos tipos de insectos. Empiezan a aparecer peces teleósteos más modernos. Son comunes ammonites, belemnites, bivalvos rudistas, equinoides y esponjas. Varios tipos de dinosaurios (como tiranosáuridos, titanosáuridos, hadrosáuridos, y ceratópsidos) evolucionaron en tierra, así como los cocodrilos modernos; mosasaurios y tiburones modernos aparecieron en el mar. Las aves primitivas remplazaron gradualmente a los pterosaurios. Aparecieron monotremas, marsupiales y mamíferos placentarios. Ruptura de Gondwana. | 93,9±0,2 | |                           |
| Mesozoico           | Cretácico        | Cretácico | Superior / Tardío | Superior / Tardío | Cenomaniense Cenomaniano | Proliferan las plantas con flor (angiospermas) y nuevos tipos de insectos. Empiezan a aparecer peces teleósteos más modernos. Son comunes ammonites, belemnites, bivalvos rudistas, equinoides y esponjas. Varios tipos de dinosaurios (como tiranosáuridos, titanosáuridos, hadrosáuridos, y ceratópsidos) evolucionaron en tierra, así como los cocodrilos modernos; mosasaurios y tiburones modernos aparecieron en el mar. Las aves primitivas remplazaron gradualmente a los pterosaurios. Aparecieron monotremas, marsupiales y mamíferos placentarios. Ruptura de Gondwana. | 100,5±0,1 | |                           |
| Mesozoico           | Cretácico        | Cretácico | Inferior / Temprano | Inferior / Temprano | Albiense Albiano | Proliferan las plantas con flor (angiospermas) y nuevos tipos de insectos. Empiezan a aparecer peces teleósteos más modernos. Son comunes ammonites, belemnites, bivalvos rudistas, equinoides y esponjas. Varios tipos de dinosaurios (como tiranosáuridos, titanosáuridos, hadrosáuridos, y ceratópsidos) evolucionaron en tierra, así como los cocodrilos modernos; mosasaurios y tiburones modernos aparecieron en el mar. Las aves primitivas remplazaron gradualmente a los pterosaurios. Aparecieron monotremas, marsupiales y mamíferos placentarios. Ruptura de Gondwana. | 113,2±0,3 | |                           |
| Mesozoico           | Cretácico        | Cretácico | Inferior / Temprano | Inferior / Temprano | Aptiense Aptiano | Proliferan las plantas con flor (angiospermas) y nuevos tipos de insectos. Empiezan a aparecer peces teleósteos más modernos. Son comunes ammonites, belemnites, bivalvos rudistas, equinoides y esponjas. Varios tipos de dinosaurios (como tiranosáuridos, titanosáuridos, hadrosáuridos, y ceratópsidos) evolucionaron en tierra, así como los cocodrilos modernos; mosasaurios y tiburones modernos aparecieron en el mar. Las aves primitivas remplazaron gradualmente a los pterosaurios. Aparecieron monotremas, marsupiales y mamíferos placentarios. Ruptura de Gondwana. | 121,4±0,6 | |                           |
| Mesozoico           | Cretácico        | Cretácico | Inferior / Temprano | Inferior / Temprano | Barremiense Barremiano | Proliferan las plantas con flor (angiospermas) y nuevos tipos de insectos. Empiezan a aparecer peces teleósteos más modernos. Son comunes ammonites, belemnites, bivalvos rudistas, equinoides y esponjas. Varios tipos de dinosaurios (como tiranosáuridos, titanosáuridos, hadrosáuridos, y ceratópsidos) evolucionaron en tierra, así como los cocodrilos modernos; mosasaurios y tiburones modernos aparecieron en el mar. Las aves primitivas remplazaron gradualmente a los pterosaurios. Aparecieron monotremas, marsupiales y mamíferos placentarios. Ruptura de Gondwana. | 125,77 | |                           |
| Mesozoico           | Cretácico        | Cretácico | Inferior / Temprano | Inferior / Temprano | Hauteriviense Hauteriviano | Proliferan las plantas con flor (angiospermas) y nuevos tipos de insectos. Empiezan a aparecer peces teleósteos más modernos. Son comunes ammonites, belemnites, bivalvos rudistas, equinoides y esponjas. Varios tipos de dinosaurios (como tiranosáuridos, titanosáuridos, hadrosáuridos, y ceratópsidos) evolucionaron en tierra, así como los cocodrilos modernos; mosasaurios y tiburones modernos aparecieron en el mar. Las aves primitivas remplazaron gradualmente a los pterosaurios. Aparecieron monotremas, marsupiales y mamíferos placentarios. Ruptura de Gondwana. | 132,6±0,6 | |                           |
| Mesozoico           | Cretácico        | Cretácico | Inferior / Temprano | Inferior / Temprano | Valanginiense Valanginiano | Proliferan las plantas con flor (angiospermas) y nuevos tipos de insectos. Empiezan a aparecer peces teleósteos más modernos. Son comunes ammonites, belemnites, bivalvos rudistas, equinoides y esponjas. Varios tipos de dinosaurios (como tiranosáuridos, titanosáuridos, hadrosáuridos, y ceratópsidos) evolucionaron en tierra, así como los cocodrilos modernos; mosasaurios y tiburones modernos aparecieron en el mar. Las aves primitivas remplazaron gradualmente a los pterosaurios. Aparecieron monotremas, marsupiales y mamíferos placentarios. Ruptura de Gondwana. | 137,05±0,2 | |                           |
| Mesozoico           | Cretácico        | Cretácico | Inferior / Temprano | Inferior / Temprano | Berriasiense Berriasiano | Proliferan las plantas con flor (angiospermas) y nuevos tipos de insectos. Empiezan a aparecer peces teleósteos más modernos. Son comunes ammonites, belemnites, bivalvos rudistas, equinoides y esponjas. Varios tipos de dinosaurios (como tiranosáuridos, titanosáuridos, hadrosáuridos, y ceratópsidos) evolucionaron en tierra, así como los cocodrilos modernos; mosasaurios y tiburones modernos aparecieron en el mar. Las aves primitivas remplazaron gradualmente a los pterosaurios. Aparecieron monotremas, marsupiales y mamíferos placentarios. Ruptura de Gondwana. | 143,1 | |                           |
| Mesozoico           | Jurásico         | Jurásico | Superior / Tardío | Superior / Tardío | Titoniense Titoniano | Son comunes gimnospermas (especialmente coníferas, Bennettitales y cicadas) y helechos. Muchos tipos de dinosaurios, como saurópodos, carnosaurios, y estegosaurios. Los mamíferos son comunes, pero pequeños. Primeras aves y lagartos. Ictiosaurios y plesiosaurios se diversifican. Bivalvos, ammonites y belemnites abundan. Los erizos de mar son muy comunes, junto con crinoides, estrellas de mar, esponjas, y braquiópodos terebratúlidos y rinconélidos. Ruptura de Pangea en Gondwana y Laurasia. | 149,2±0,7 | |                           |
| Mesozoico           | Jurásico         | Jurásico | Superior / Tardío | Superior / Tardío | Kimmeridgiense Kimmeridgiano | Son comunes gimnospermas (especialmente coníferas, Bennettitales y cicadas) y helechos. Muchos tipos de dinosaurios, como saurópodos, carnosaurios, y estegosaurios. Los mamíferos son comunes, pero pequeños. Primeras aves y lagartos. Ictiosaurios y plesiosaurios se diversifican. Bivalvos, ammonites y belemnites abundan. Los erizos de mar son muy comunes, junto con crinoides, estrellas de mar, esponjas, y braquiópodos terebratúlidos y rinconélidos. Ruptura de Pangea en Gondwana y Laurasia. | 154,8±0,8 | |                           |
| Mesozoico           | Jurásico         | Jurásico | Superior / Tardío | Superior / Tardío | Oxfordiense Oxfordiano | Son comunes gimnospermas (especialmente coníferas, Bennettitales y cicadas) y helechos. Muchos tipos de dinosaurios, como saurópodos, carnosaurios, y estegosaurios. Los mamíferos son comunes, pero pequeños. Primeras aves y lagartos. Ictiosaurios y plesiosaurios se diversifican. Bivalvos, ammonites y belemnites abundan. Los erizos de mar son muy comunes, junto con crinoides, estrellas de mar, esponjas, y braquiópodos terebratúlidos y rinconélidos. Ruptura de Pangea en Gondwana y Laurasia. | 161,5±1,0 | |                           |
| Mesozoico           | Jurásico         | Jurásico | Medio | Medio | Calloviense Calloviano | Son comunes gimnospermas (especialmente coníferas, Bennettitales y cicadas) y helechos. Muchos tipos de dinosaurios, como saurópodos, carnosaurios, y estegosaurios. Los mamíferos son comunes, pero pequeños. Primeras aves y lagartos. Ictiosaurios y plesiosaurios se diversifican. Bivalvos, ammonites y belemnites abundan. Los erizos de mar son muy comunes, junto con crinoides, estrellas de mar, esponjas, y braquiópodos terebratúlidos y rinconélidos. Ruptura de Pangea en Gondwana y Laurasia. | 165,3±1,1 | |                           |
| Mesozoico           | Jurásico         | Jurásico | Medio | Medio | Bathoniense Bathoniano | Son comunes gimnospermas (especialmente coníferas, Bennettitales y cicadas) y helechos. Muchos tipos de dinosaurios, como saurópodos, carnosaurios, y estegosaurios. Los mamíferos son comunes, pero pequeños. Primeras aves y lagartos. Ictiosaurios y plesiosaurios se diversifican. Bivalvos, ammonites y belemnites abundan. Los erizos de mar son muy comunes, junto con crinoides, estrellas de mar, esponjas, y braquiópodos terebratúlidos y rinconélidos. Ruptura de Pangea en Gondwana y Laurasia. | 168,2±1,2 | |                           |
| Mesozoico           | Jurásico         | Jurásico | Medio | Medio | Bajociense Bajociano | Son comunes gimnospermas (especialmente coníferas, Bennettitales y cicadas) y helechos. Muchos tipos de dinosaurios, como saurópodos, carnosaurios, y estegosaurios. Los mamíferos son comunes, pero pequeños. Primeras aves y lagartos. Ictiosaurios y plesiosaurios se diversifican. Bivalvos, ammonites y belemnites abundan. Los erizos de mar son muy comunes, junto con crinoides, estrellas de mar, esponjas, y braquiópodos terebratúlidos y rinconélidos. Ruptura de Pangea en Gondwana y Laurasia. | 170,9±0,8 | |                           |
| Mesozoico           | Jurásico         | Jurásico | Medio | Medio | Aaleniense Aaleniano | Son comunes gimnospermas (especialmente coníferas, Bennettitales y cicadas) y helechos. Muchos tipos de dinosaurios, como saurópodos, carnosaurios, y estegosaurios. Los mamíferos son comunes, pero pequeños. Primeras aves y lagartos. Ictiosaurios y plesiosaurios se diversifican. Bivalvos, ammonites y belemnites abundan. Los erizos de mar son muy comunes, junto con crinoides, estrellas de mar, esponjas, y braquiópodos terebratúlidos y rinconélidos. Ruptura de Pangea en Gondwana y Laurasia. | 174,7±0,8 | |                           |
| Mesozoico           | Jurásico         | Jurásico | Inferior / Temprano | Inferior / Temprano | Toarciense Toarciano | Son comunes gimnospermas (especialmente coníferas, Bennettitales y cicadas) y helechos. Muchos tipos de dinosaurios, como saurópodos, carnosaurios, y estegosaurios. Los mamíferos son comunes, pero pequeños. Primeras aves y lagartos. Ictiosaurios y plesiosaurios se diversifican. Bivalvos, ammonites y belemnites abundan. Los erizos de mar son muy comunes, junto con crinoides, estrellas de mar, esponjas, y braquiópodos terebratúlidos y rinconélidos. Ruptura de Pangea en Gondwana y Laurasia. | 184,2±0,3 | |                           |
| Mesozoico           | Jurásico         | Jurásico | Inferior / Temprano | Inferior / Temprano | Pliensbachiense Pliensbachiano | Son comunes gimnospermas (especialmente coníferas, Bennettitales y cicadas) y helechos. Muchos tipos de dinosaurios, como saurópodos, carnosaurios, y estegosaurios. Los mamíferos son comunes, pero pequeños. Primeras aves y lagartos. Ictiosaurios y plesiosaurios se diversifican. Bivalvos, ammonites y belemnites abundan. Los erizos de mar son muy comunes, junto con crinoides, estrellas de mar, esponjas, y braquiópodos terebratúlidos y rinconélidos. Ruptura de Pangea en Gondwana y Laurasia. | 192,9±0,3 | |                           |
| Mesozoico           | Jurásico         | Jurásico | Inferior / Temprano | Inferior / Temprano | Sinemuriense Sinemuriano | Son comunes gimnospermas (especialmente coníferas, Bennettitales y cicadas) y helechos. Muchos tipos de dinosaurios, como saurópodos, carnosaurios, y estegosaurios. Los mamíferos son comunes, pero pequeños. Primeras aves y lagartos. Ictiosaurios y plesiosaurios se diversifican. Bivalvos, ammonites y belemnites abundan. Los erizos de mar son muy comunes, junto con crinoides, estrellas de mar, esponjas, y braquiópodos terebratúlidos y rinconélidos. Ruptura de Pangea en Gondwana y Laurasia. | 199,3±0,3 | |                           |
| Mesozoico           | Jurásico         | Jurásico | Inferior / Temprano | Inferior / Temprano | Hettangiense Hettangiano | Son comunes gimnospermas (especialmente coníferas, Bennettitales y cicadas) y helechos. Muchos tipos de dinosaurios, como saurópodos, carnosaurios, y estegosaurios. Los mamíferos son comunes, pero pequeños. Primeras aves y lagartos. Ictiosaurios y plesiosaurios se diversifican. Bivalvos, ammonites y belemnites abundan. Los erizos de mar son muy comunes, junto con crinoides, estrellas de mar, esponjas, y braquiópodos terebratúlidos y rinconélidos. Ruptura de Pangea en Gondwana y Laurasia. | 201,4±0,2 | |                           |
| Mesozoico           | Triásico         | Triásico | Superior / Tardío | Superior / Tardío | Rhaetiense Rhaetiano | Los arcosaurios dominan en tierra como dinosaurios, en los océanos como ictiosaurios y notosaurios, y en el cielo como pterosaurios. Los cinodontos se hacen más pequeños y se asemejan cada vez más a un mamífero. Aparecen los primeros mamíferos y el orden crocodilia. Plantas del género Dicroidium eran comunes en tierra. Muchos grandes anfibios acuáticos temnospóndilos. Ammonoideos ceratíticos extremadamente comunes. Aparecen los corales modernos y los peces óseos (teleósteos), así como muchos de los clados modernos de insectos. | 205,7 | |                           |
| Mesozoico           | Triásico         | Triásico | Superior / Tardío | Superior / Tardío | Noriense Noriano | Los arcosaurios dominan en tierra como dinosaurios, en los océanos como ictiosaurios y notosaurios, y en el cielo como pterosaurios. Los cinodontos se hacen más pequeños y se asemejan cada vez más a un mamífero. Aparecen los primeros mamíferos y el orden crocodilia. Plantas del género Dicroidium eran comunes en tierra. Muchos grandes anfibios acuáticos temnospóndilos. Ammonoideos ceratíticos extremadamente comunes. Aparecen los corales modernos y los peces óseos (teleósteos), así como muchos de los clados modernos de insectos. | 227,3 | |                           |
| Mesozoico           | Triásico         | Triásico | Superior / Tardío | Superior / Tardío | Carniense Carniano | Los arcosaurios dominan en tierra como dinosaurios, en los océanos como ictiosaurios y notosaurios, y en el cielo como pterosaurios. Los cinodontos se hacen más pequeños y se asemejan cada vez más a un mamífero. Aparecen los primeros mamíferos y el orden crocodilia. Plantas del género Dicroidium eran comunes en tierra. Muchos grandes anfibios acuáticos temnospóndilos. Ammonoideos ceratíticos extremadamente comunes. Aparecen los corales modernos y los peces óseos (teleósteos), así como muchos de los clados modernos de insectos. | ~237 | |                           |
| Mesozoico           | Triásico         | Triásico | Medio | Medio | Ladiniense Ladiniano | Los arcosaurios dominan en tierra como dinosaurios, en los océanos como ictiosaurios y notosaurios, y en el cielo como pterosaurios. Los cinodontos se hacen más pequeños y se asemejan cada vez más a un mamífero. Aparecen los primeros mamíferos y el orden crocodilia. Plantas del género Dicroidium eran comunes en tierra. Muchos grandes anfibios acuáticos temnospóndilos. Ammonoideos ceratíticos extremadamente comunes. Aparecen los corales modernos y los peces óseos (teleósteos), así como muchos de los clados modernos de insectos. | 241,464 ± 0,28 | |                           |
| Mesozoico           | Triásico         | Triásico | Medio | Medio | Anisiense Anisiano | Los arcosaurios dominan en tierra como dinosaurios, en los océanos como ictiosaurios y notosaurios, y en el cielo como pterosaurios. Los cinodontos se hacen más pequeños y se asemejan cada vez más a un mamífero. Aparecen los primeros mamíferos y el orden crocodilia. Plantas del género Dicroidium eran comunes en tierra. Muchos grandes anfibios acuáticos temnospóndilos. Ammonoideos ceratíticos extremadamente comunes. Aparecen los corales modernos y los peces óseos (teleósteos), así como muchos de los clados modernos de insectos. | 246,7 | |                           |
| Mesozoico           | Triásico         | Triásico | Inferior / Temprano | Inferior / Temprano | Olenekiense Olenekiano | Los arcosaurios dominan en tierra como dinosaurios, en los océanos como ictiosaurios y notosaurios, y en el cielo como pterosaurios. Los cinodontos se hacen más pequeños y se asemejan cada vez más a un mamífero. Aparecen los primeros mamíferos y el orden crocodilia. Plantas del género Dicroidium eran comunes en tierra. Muchos grandes anfibios acuáticos temnospóndilos. Ammonoideos ceratíticos extremadamente comunes. Aparecen los corales modernos y los peces óseos (teleósteos), así como muchos de los clados modernos de insectos. | 249,9 | |                           |
| Mesozoico           | Triásico         | Triásico | Inferior / Temprano | Inferior / Temprano | Induense Induano | Los arcosaurios dominan en tierra como dinosaurios, en los océanos como ictiosaurios y notosaurios, y en el cielo como pterosaurios. Los cinodontos se hacen más pequeños y se asemejan cada vez más a un mamífero. Aparecen los primeros mamíferos y el orden crocodilia. Plantas del género Dicroidium eran comunes en tierra. Muchos grandes anfibios acuáticos temnospóndilos. Ammonoideos ceratíticos extremadamente comunes. Aparecen los corales modernos y los peces óseos (teleósteos), así como muchos de los clados modernos de insectos. | 251,902±0,024 | |                           |
| Paleozoico          | Pérmico          | Pérmico | Lopingiense Lopingiano | Lopingiense Lopingiano | Changhsingiense Changhsingiano | Las tierras emergidas se unen formando el supercontinente Pangea, creando los Apalaches. Fin de la glaciación permo-carbonífera. Los reptiles sinápsidos (pelicosaurios y terápsidos) se hacen abundantes, siguen siendo comunes los parareptiles y anfibios temnospóndilos. Durante el Pérmico Medio, la flora del carbonífero es reemplazada por gimnospermas con estróbilos (las primeras plantas con semilla verdaderas) y los primeros musgos verdaderos. Evolucionan los escarabajos y las moscas. La vida marina florece en los arrecifes someros y cálidos; braquiópodos prodúctidos y espiriféridos, bivalvos, foraminíferos, y ammonoideos, todos muy abundantes. Extinción del pérmico-triásico hace 251 ma: se extingue el 95 % de la vida en la Tierra, incluyendo todos los trilobites, graptolites y blastozoos. | 254,14±0,07 | |                           |
| Paleozoico          | Pérmico          | Pérmico | Lopingiense Lopingiano | Lopingiense Lopingiano | Wuchiapingiense Wuchiapingiano | Las tierras emergidas se unen formando el supercontinente Pangea, creando los Apalaches. Fin de la glaciación permo-carbonífera. Los reptiles sinápsidos (pelicosaurios y terápsidos) se hacen abundantes, siguen siendo comunes los parareptiles y anfibios temnospóndilos. Durante el Pérmico Medio, la flora del carbonífero es reemplazada por gimnospermas con estróbilos (las primeras plantas con semilla verdaderas) y los primeros musgos verdaderos. Evolucionan los escarabajos y las moscas. La vida marina florece en los arrecifes someros y cálidos; braquiópodos prodúctidos y espiriféridos, bivalvos, foraminíferos, y ammonoideos, todos muy abundantes. Extinción del pérmico-triásico hace 251 ma: se extingue el 95 % de la vida en la Tierra, incluyendo todos los trilobites, graptolites y blastozoos. | 259,51±0,21 | |                           |
| Paleozoico          | Pérmico          | Pérmico | Guadalupiense Guadalupiano | Guadalupiense Guadalupiano | Capitaniense Capitaniano | Las tierras emergidas se unen formando el supercontinente Pangea, creando los Apalaches. Fin de la glaciación permo-carbonífera. Los reptiles sinápsidos (pelicosaurios y terápsidos) se hacen abundantes, siguen siendo comunes los parareptiles y anfibios temnospóndilos. Durante el Pérmico Medio, la flora del carbonífero es reemplazada por gimnospermas con estróbilos (las primeras plantas con semilla verdaderas) y los primeros musgos verdaderos. Evolucionan los escarabajos y las moscas. La vida marina florece en los arrecifes someros y cálidos; braquiópodos prodúctidos y espiriféridos, bivalvos, foraminíferos, y ammonoideos, todos muy abundantes. Extinción del pérmico-triásico hace 251 ma: se extingue el 95 % de la vida en la Tierra, incluyendo todos los trilobites, graptolites y blastozoos. | 264,28±0,16 | |                           |
| Paleozoico          | Pérmico          | Pérmico | Guadalupiense Guadalupiano | Guadalupiense Guadalupiano | Wordiense Wordiano | Las tierras emergidas se unen formando el supercontinente Pangea, creando los Apalaches. Fin de la glaciación permo-carbonífera. Los reptiles sinápsidos (pelicosaurios y terápsidos) se hacen abundantes, siguen siendo comunes los parareptiles y anfibios temnospóndilos. Durante el Pérmico Medio, la flora del carbonífero es reemplazada por gimnospermas con estróbilos (las primeras plantas con semilla verdaderas) y los primeros musgos verdaderos. Evolucionan los escarabajos y las moscas. La vida marina florece en los arrecifes someros y cálidos; braquiópodos prodúctidos y espiriféridos, bivalvos, foraminíferos, y ammonoideos, todos muy abundantes. Extinción del pérmico-triásico hace 251 ma: se extingue el 95 % de la vida en la Tierra, incluyendo todos los trilobites, graptolites y blastozoos. | 266,9±0,4 | |                           |
| Paleozoico          | Pérmico          | Pérmico | Guadalupiense Guadalupiano | Guadalupiense Guadalupiano | Roadiense Roadiano | Las tierras emergidas se unen formando el supercontinente Pangea, creando los Apalaches. Fin de la glaciación permo-carbonífera. Los reptiles sinápsidos (pelicosaurios y terápsidos) se hacen abundantes, siguen siendo comunes los parareptiles y anfibios temnospóndilos. Durante el Pérmico Medio, la flora del carbonífero es reemplazada por gimnospermas con estróbilos (las primeras plantas con semilla verdaderas) y los primeros musgos verdaderos. Evolucionan los escarabajos y las moscas. La vida marina florece en los arrecifes someros y cálidos; braquiópodos prodúctidos y espiriféridos, bivalvos, foraminíferos, y ammonoideos, todos muy abundantes. Extinción del pérmico-triásico hace 251 ma: se extingue el 95 % de la vida en la Tierra, incluyendo todos los trilobites, graptolites y blastozoos. | 274,4±0,4 | |                           |
| Paleozoico          | Pérmico          | Pérmico | Cisuraliense Cisuraliano | Cisuraliense Cisuraliano | Kunguriense Kunguriano | Las tierras emergidas se unen formando el supercontinente Pangea, creando los Apalaches. Fin de la glaciación permo-carbonífera. Los reptiles sinápsidos (pelicosaurios y terápsidos) se hacen abundantes, siguen siendo comunes los parareptiles y anfibios temnospóndilos. Durante el Pérmico Medio, la flora del carbonífero es reemplazada por gimnospermas con estróbilos (las primeras plantas con semilla verdaderas) y los primeros musgos verdaderos. Evolucionan los escarabajos y las moscas. La vida marina florece en los arrecifes someros y cálidos; braquiópodos prodúctidos y espiriféridos, bivalvos, foraminíferos, y ammonoideos, todos muy abundantes. Extinción del pérmico-triásico hace 251 ma: se extingue el 95 % de la vida en la Tierra, incluyendo todos los trilobites, graptolites y blastozoos. | 283,3±0,4 | |                           |
| Paleozoico          | Pérmico          | Pérmico | Cisuraliense Cisuraliano | Cisuraliense Cisuraliano | Artinskiense Artinskiano | Las tierras emergidas se unen formando el supercontinente Pangea, creando los Apalaches. Fin de la glaciación permo-carbonífera. Los reptiles sinápsidos (pelicosaurios y terápsidos) se hacen abundantes, siguen siendo comunes los parareptiles y anfibios temnospóndilos. Durante el Pérmico Medio, la flora del carbonífero es reemplazada por gimnospermas con estróbilos (las primeras plantas con semilla verdaderas) y los primeros musgos verdaderos. Evolucionan los escarabajos y las moscas. La vida marina florece en los arrecifes someros y cálidos; braquiópodos prodúctidos y espiriféridos, bivalvos, foraminíferos, y ammonoideos, todos muy abundantes. Extinción del pérmico-triásico hace 251 ma: se extingue el 95 % de la vida en la Tierra, incluyendo todos los trilobites, graptolites y blastozoos. | 290,1±0,26 | |                           |
| Paleozoico          | Pérmico          | Pérmico | Cisuraliense Cisuraliano | Cisuraliense Cisuraliano | Sakmariense Sakmariano | Las tierras emergidas se unen formando el supercontinente Pangea, creando los Apalaches. Fin de la glaciación permo-carbonífera. Los reptiles sinápsidos (pelicosaurios y terápsidos) se hacen abundantes, siguen siendo comunes los parareptiles y anfibios temnospóndilos. Durante el Pérmico Medio, la flora del carbonífero es reemplazada por gimnospermas con estróbilos (las primeras plantas con semilla verdaderas) y los primeros musgos verdaderos. Evolucionan los escarabajos y las moscas. La vida marina florece en los arrecifes someros y cálidos; braquiópodos prodúctidos y espiriféridos, bivalvos, foraminíferos, y ammonoideos, todos muy abundantes. Extinción del pérmico-triásico hace 251 ma: se extingue el 95 % de la vida en la Tierra, incluyendo todos los trilobites, graptolites y blastozoos. | 293,52±0,17 | |                           |
| Paleozoico          | Pérmico          | Pérmico | Cisuraliense Cisuraliano | Cisuraliense Cisuraliano | Asseliense Asseliano | Las tierras emergidas se unen formando el supercontinente Pangea, creando los Apalaches. Fin de la glaciación permo-carbonífera. Los reptiles sinápsidos (pelicosaurios y terápsidos) se hacen abundantes, siguen siendo comunes los parareptiles y anfibios temnospóndilos. Durante el Pérmico Medio, la flora del carbonífero es reemplazada por gimnospermas con estróbilos (las primeras plantas con semilla verdaderas) y los primeros musgos verdaderos. Evolucionan los escarabajos y las moscas. La vida marina florece en los arrecifes someros y cálidos; braquiópodos prodúctidos y espiriféridos, bivalvos, foraminíferos, y ammonoideos, todos muy abundantes. Extinción del pérmico-triásico hace 251 ma: se extingue el 95 % de la vida en la Tierra, incluyendo todos los trilobites, graptolites y blastozoos. | 298,9±0,15 | |                           |
| Paleozoico          | Carbo- nífero    | Pensil- vánico Pensil- vaniano | Superior/Tardío | Superior/Tardío | Gzheliense Gzheliano | Los insectos alados se diversifican repentinamente, algunos (protodonatos y palaeodictiópteros) de gran talla. Los anfibios son abundantes y diversificados. Primeros reptiles y bosques (árbol de escamas, helechos, Sigillaria, colas de caballo gigantes, Cordaites, etc.). Nivel de oxígeno más elevado que nunca. En los mares abundan goniatites, braquiópodos, briozoos, bivalvos y corales. Los foraminíferos testados proliferan. | 303,7±0,1 | |                           |
| Paleozoico          | Carbo- nífero    | Pensil- vánico Pensil- vaniano | Superior/Tardío | Superior/Tardío | Kasimoviense Kasimoviano | Los insectos alados se diversifican repentinamente, algunos (protodonatos y palaeodictiópteros) de gran talla. Los anfibios son abundantes y diversificados. Primeros reptiles y bosques (árbol de escamas, helechos, Sigillaria, colas de caballo gigantes, Cordaites, etc.). Nivel de oxígeno más elevado que nunca. En los mares abundan goniatites, braquiópodos, briozoos, bivalvos y corales. Los foraminíferos testados proliferan. | 307,0 ±0,1 | |                           |
| Paleozoico          | Carbo- nífero    | Pensil- vánico Pensil- vaniano | Medio | Medio | Moscoviense Moscoviano | Los insectos alados se diversifican repentinamente, algunos (protodonatos y palaeodictiópteros) de gran talla. Los anfibios son abundantes y diversificados. Primeros reptiles y bosques (árbol de escamas, helechos, Sigillaria, colas de caballo gigantes, Cordaites, etc.). Nivel de oxígeno más elevado que nunca. En los mares abundan goniatites, braquiópodos, briozoos, bivalvos y corales. Los foraminíferos testados proliferan. | 315,2±0,2 | |                           |
| Paleozoico          | Carbo- nífero    | Pensil- vánico Pensil- vaniano | Inferior/Temprano | Inferior/Temprano | Bashkiriense Bashkiriano | Los insectos alados se diversifican repentinamente, algunos (protodonatos y palaeodictiópteros) de gran talla. Los anfibios son abundantes y diversificados. Primeros reptiles y bosques (árbol de escamas, helechos, Sigillaria, colas de caballo gigantes, Cordaites, etc.). Nivel de oxígeno más elevado que nunca. En los mares abundan goniatites, braquiópodos, briozoos, bivalvos y corales. Los foraminíferos testados proliferan. | 323,4±0,4 | |                           |
| Paleozoico          | Carbo- nífero    | Misisípico Misisi- piano | Superior/Tardío | Superior/Tardío | Serpukhoviense Serpukhoviano | Grandes árboles primitivos, primeros vertebrados terrestres, y escorpiones marinos anfibios viven en los estuarios costeros. Rhizodontos de aletas lobuladas son los grandes depredadores de agua dulce. En los océanos, los primeros tiburones son comunes y muy diversos; equinodermos (crinoides y blastozoos) abundantes. Corales, briozoos, goniatites y braquiópodos (prodúctidos, espiriféridos, etc.) muy comunes. En cambio, trilobites y nautiloideos declinan. Glaciación sobre el este de Gondwana. | 330,3±0,4 | |                           |
| Paleozoico          | Carbo- nífero    | Misisípico Misisi- piano | Medio | Medio | Viseense Viseano | Grandes árboles primitivos, primeros vertebrados terrestres, y escorpiones marinos anfibios viven en los estuarios costeros. Rhizodontos de aletas lobuladas son los grandes depredadores de agua dulce. En los océanos, los primeros tiburones son comunes y muy diversos; equinodermos (crinoides y blastozoos) abundantes. Corales, briozoos, goniatites y braquiópodos (prodúctidos, espiriféridos, etc.) muy comunes. En cambio, trilobites y nautiloideos declinan. Glaciación sobre el este de Gondwana. | 346,7±0,4 | |                           |
| Paleozoico          | Carbo- nífero    | Misisípico Misisi- piano | Inferior/Temprano | Inferior/Temprano | Tournaisiense Tournaisiano | Grandes árboles primitivos, primeros vertebrados terrestres, y escorpiones marinos anfibios viven en los estuarios costeros. Rhizodontos de aletas lobuladas son los grandes depredadores de agua dulce. En los océanos, los primeros tiburones son comunes y muy diversos; equinodermos (crinoides y blastozoos) abundantes. Corales, briozoos, goniatites y braquiópodos (prodúctidos, espiriféridos, etc.) muy comunes. En cambio, trilobites y nautiloideos declinan. Glaciación sobre el este de Gondwana. | 358,86±0,19 | |                           |
| Paleozoico          | Devónico         | Devónico | Superior / Tardío | Superior / Tardío | Fameniense Famenniano | Aparecen las primeras lycopodiáceas, colas de caballo y helechos, así como las primeras plantas con semilla (progimnospermas), primeros árboles (la progimnosperma Archaeopteris), y primeros insectos (sin alas). Braquiópodos estrofoménidos y atrypidos, corales rugosos y tabulados, y crinoides son muy abundantes en los océanos. Ammonoideos goniatíticos alcanzan su máximo, surgen los coleoideos con forma de calamar. Declinan los trilobites y los agnatos acorazados, comienza el reinado de los peces mandibulados (placodermos, de aletas lobuladas y osteíctios, primeros tiburones). Los primeros anfibios son aún acuáticos. Se forma Euramérica (continente de las Areniscas Rojas Antiguas). | 372,15±0,46 | |                           |
| Paleozoico          | Devónico         | Devónico | Superior / Tardío | Superior / Tardío | Frasniense Frasniano | Aparecen las primeras lycopodiáceas, colas de caballo y helechos, así como las primeras plantas con semilla (progimnospermas), primeros árboles (la progimnosperma Archaeopteris), y primeros insectos (sin alas). Braquiópodos estrofoménidos y atrypidos, corales rugosos y tabulados, y crinoides son muy abundantes en los océanos. Ammonoideos goniatíticos alcanzan su máximo, surgen los coleoideos con forma de calamar. Declinan los trilobites y los agnatos acorazados, comienza el reinado de los peces mandibulados (placodermos, de aletas lobuladas y osteíctios, primeros tiburones). Los primeros anfibios son aún acuáticos. Se forma Euramérica (continente de las Areniscas Rojas Antiguas). | 382,31±1,36 | |                           |
| Paleozoico          | Devónico         | Devónico | Medio | Medio | Givetiense Givetiano | Aparecen las primeras lycopodiáceas, colas de caballo y helechos, así como las primeras plantas con semilla (progimnospermas), primeros árboles (la progimnosperma Archaeopteris), y primeros insectos (sin alas). Braquiópodos estrofoménidos y atrypidos, corales rugosos y tabulados, y crinoides son muy abundantes en los océanos. Ammonoideos goniatíticos alcanzan su máximo, surgen los coleoideos con forma de calamar. Declinan los trilobites y los agnatos acorazados, comienza el reinado de los peces mandibulados (placodermos, de aletas lobuladas y osteíctios, primeros tiburones). Los primeros anfibios son aún acuáticos. Se forma Euramérica (continente de las Areniscas Rojas Antiguas). | 387,95±1,04 | |                           |
| Paleozoico          | Devónico         | Devónico | Medio | Medio | Eifeliense Eifeliano | Aparecen las primeras lycopodiáceas, colas de caballo y helechos, así como las primeras plantas con semilla (progimnospermas), primeros árboles (la progimnosperma Archaeopteris), y primeros insectos (sin alas). Braquiópodos estrofoménidos y atrypidos, corales rugosos y tabulados, y crinoides son muy abundantes en los océanos. Ammonoideos goniatíticos alcanzan su máximo, surgen los coleoideos con forma de calamar. Declinan los trilobites y los agnatos acorazados, comienza el reinado de los peces mandibulados (placodermos, de aletas lobuladas y osteíctios, primeros tiburones). Los primeros anfibios son aún acuáticos. Se forma Euramérica (continente de las Areniscas Rojas Antiguas). | 393,47±0,99 | |                           |
| Paleozoico          | Devónico         | Devónico | Inferior / Temprano | Inferior / Temprano | Emsiense Emsiano | Aparecen las primeras lycopodiáceas, colas de caballo y helechos, así como las primeras plantas con semilla (progimnospermas), primeros árboles (la progimnosperma Archaeopteris), y primeros insectos (sin alas). Braquiópodos estrofoménidos y atrypidos, corales rugosos y tabulados, y crinoides son muy abundantes en los océanos. Ammonoideos goniatíticos alcanzan su máximo, surgen los coleoideos con forma de calamar. Declinan los trilobites y los agnatos acorazados, comienza el reinado de los peces mandibulados (placodermos, de aletas lobuladas y osteíctios, primeros tiburones). Los primeros anfibios son aún acuáticos. Se forma Euramérica (continente de las Areniscas Rojas Antiguas). | 410,62±1,95 | |                           |
| Paleozoico          | Devónico         | Devónico | Inferior / Temprano | Inferior / Temprano | Pragiense Pragiano | Aparecen las primeras lycopodiáceas, colas de caballo y helechos, así como las primeras plantas con semilla (progimnospermas), primeros árboles (la progimnosperma Archaeopteris), y primeros insectos (sin alas). Braquiópodos estrofoménidos y atrypidos, corales rugosos y tabulados, y crinoides son muy abundantes en los océanos. Ammonoideos goniatíticos alcanzan su máximo, surgen los coleoideos con forma de calamar. Declinan los trilobites y los agnatos acorazados, comienza el reinado de los peces mandibulados (placodermos, de aletas lobuladas y osteíctios, primeros tiburones). Los primeros anfibios son aún acuáticos. Se forma Euramérica (continente de las Areniscas Rojas Antiguas). | 413,02±1,91 | |                           |
| Paleozoico          | Devónico         | Devónico | Inferior / Temprano | Inferior / Temprano | Lochkoviense Lochkoviano | Aparecen las primeras lycopodiáceas, colas de caballo y helechos, así como las primeras plantas con semilla (progimnospermas), primeros árboles (la progimnosperma Archaeopteris), y primeros insectos (sin alas). Braquiópodos estrofoménidos y atrypidos, corales rugosos y tabulados, y crinoides son muy abundantes en los océanos. Ammonoideos goniatíticos alcanzan su máximo, surgen los coleoideos con forma de calamar. Declinan los trilobites y los agnatos acorazados, comienza el reinado de los peces mandibulados (placodermos, de aletas lobuladas y osteíctios, primeros tiburones). Los primeros anfibios son aún acuáticos. Se forma Euramérica (continente de las Areniscas Rojas Antiguas). | 419,62±1,36 | |                           |
| Paleozoico          | Silúrico         | Silúrico | Prídoli Pridoliano | Prídoli Pridoliano | | Primeras plantas vasculares (Rhyniophyta y emparentadas), primeros milpiés y miriápodos arthropleuroideos en tierra. Primeros peces con mandíbula junto con gran variedad de peces acorazados agnatos, pueblan los mares. Los escorpiones marinos alcanzan gran tamaño. Corales tabulados y rugosos, braquiópodos (Pentamerida, Rhynchonellida, etc.), y crinoides todos abundantes. Trilobites y moluscos diversos; graptolites no tan variados. | 422,7±1,6 | |                           |
| Paleozoico          | Silúrico         | Silúrico | Ludlow Ludloviano | Ludlow Ludloviano | Ludfordiense Ludfordiano | Primeras plantas vasculares (Rhyniophyta y emparentadas), primeros milpiés y miriápodos arthropleuroideos en tierra. Primeros peces con mandíbula junto con gran variedad de peces acorazados agnatos, pueblan los mares. Los escorpiones marinos alcanzan gran tamaño. Corales tabulados y rugosos, braquiópodos (Pentamerida, Rhynchonellida, etc.), y crinoides todos abundantes. Trilobites y moluscos diversos; graptolites no tan variados. | 425,0±1,5 | |                           |
| Paleozoico          | Silúrico         | Silúrico | Ludlow Ludloviano | Ludlow Ludloviano | Gorstiense Gorstiano | Primeras plantas vasculares (Rhyniophyta y emparentadas), primeros milpiés y miriápodos arthropleuroideos en tierra. Primeros peces con mandíbula junto con gran variedad de peces acorazados agnatos, pueblan los mares. Los escorpiones marinos alcanzan gran tamaño. Corales tabulados y rugosos, braquiópodos (Pentamerida, Rhynchonellida, etc.), y crinoides todos abundantes. Trilobites y moluscos diversos; graptolites no tan variados. | 426,7±1,5 | |                           |
| Paleozoico          | Silúrico         | Silúrico | Wenlock Wenlockiano | Wenlock Wenlockiano | Homeriense Homeriano | Primeras plantas vasculares (Rhyniophyta y emparentadas), primeros milpiés y miriápodos arthropleuroideos en tierra. Primeros peces con mandíbula junto con gran variedad de peces acorazados agnatos, pueblan los mares. Los escorpiones marinos alcanzan gran tamaño. Corales tabulados y rugosos, braquiópodos (Pentamerida, Rhynchonellida, etc.), y crinoides todos abundantes. Trilobites y moluscos diversos; graptolites no tan variados. | 430,6±1,3 | |                           |
| Paleozoico          | Silúrico         | Silúrico | Wenlock Wenlockiano | Wenlock Wenlockiano | Sheinwoodiense Sheinwoodiano | Primeras plantas vasculares (Rhyniophyta y emparentadas), primeros milpiés y miriápodos arthropleuroideos en tierra. Primeros peces con mandíbula junto con gran variedad de peces acorazados agnatos, pueblan los mares. Los escorpiones marinos alcanzan gran tamaño. Corales tabulados y rugosos, braquiópodos (Pentamerida, Rhynchonellida, etc.), y crinoides todos abundantes. Trilobites y moluscos diversos; graptolites no tan variados. | 432,9±1,2 | |                           |
| Paleozoico          | Silúrico         | Silúrico | Llandovery Llandoveriano | Llandovery Llandoveriano | Telychiense Telychiano | Primeras plantas vasculares (Rhyniophyta y emparentadas), primeros milpiés y miriápodos arthropleuroideos en tierra. Primeros peces con mandíbula junto con gran variedad de peces acorazados agnatos, pueblan los mares. Los escorpiones marinos alcanzan gran tamaño. Corales tabulados y rugosos, braquiópodos (Pentamerida, Rhynchonellida, etc.), y crinoides todos abundantes. Trilobites y moluscos diversos; graptolites no tan variados. | 438,6±1,0 | |                           |
| Paleozoico          | Silúrico         | Silúrico | Llandovery Llandoveriano | Llandovery Llandoveriano | Aeroniense Aeroniano | Primeras plantas vasculares (Rhyniophyta y emparentadas), primeros milpiés y miriápodos arthropleuroideos en tierra. Primeros peces con mandíbula junto con gran variedad de peces acorazados agnatos, pueblan los mares. Los escorpiones marinos alcanzan gran tamaño. Corales tabulados y rugosos, braquiópodos (Pentamerida, Rhynchonellida, etc.), y crinoides todos abundantes. Trilobites y moluscos diversos; graptolites no tan variados. | 440,5±1,0 | |                           |
| Paleozoico          | Silúrico         | Silúrico | Llandovery Llandoveriano | Llandovery Llandoveriano | Rhuddaniense Rhuddaniano | Primeras plantas vasculares (Rhyniophyta y emparentadas), primeros milpiés y miriápodos arthropleuroideos en tierra. Primeros peces con mandíbula junto con gran variedad de peces acorazados agnatos, pueblan los mares. Los escorpiones marinos alcanzan gran tamaño. Corales tabulados y rugosos, braquiópodos (Pentamerida, Rhynchonellida, etc.), y crinoides todos abundantes. Trilobites y moluscos diversos; graptolites no tan variados. | 443,1±0,9 | |                           |
| Paleozoico          | Ordovícico       | Ordovícico | Superior / Tardío | Superior / Tardío | Hirnantiense Hirnantiano | Los invertebrados se diversifican en muchas formas nuevas (ej. cefalópodos de concha recta). Primeros corales, braquiópodos articulados (Orthida, Strophomenida, etc.), bivalvos, nautiloideos, trilobites, ostrácodos, briozoos, muchos tipos de equinodermos (crinoides, cistoideos, estrellas de mar, etc.), graptolites ramificados, y otros taxones todos comunes. Aparecen los conodontos (cordados planctónicos primitivos). Primeras plantas verdes y hongos en tierra. Glaciación al final del periodo. | 445,2±0,9 | |                           |
| Paleozoico          | Ordovícico       | Ordovícico | Superior / Tardío | Superior / Tardío | Katiense Katiano | Los invertebrados se diversifican en muchas formas nuevas (ej. cefalópodos de concha recta). Primeros corales, braquiópodos articulados (Orthida, Strophomenida, etc.), bivalvos, nautiloideos, trilobites, ostrácodos, briozoos, muchos tipos de equinodermos (crinoides, cistoideos, estrellas de mar, etc.), graptolites ramificados, y otros taxones todos comunes. Aparecen los conodontos (cordados planctónicos primitivos). Primeras plantas verdes y hongos en tierra. Glaciación al final del periodo. | 452,8±0,7 | |                           |
| Paleozoico          | Ordovícico       | Ordovícico | Superior / Tardío | Superior / Tardío | Sandbiense Sandbiano | Los invertebrados se diversifican en muchas formas nuevas (ej. cefalópodos de concha recta). Primeros corales, braquiópodos articulados (Orthida, Strophomenida, etc.), bivalvos, nautiloideos, trilobites, ostrácodos, briozoos, muchos tipos de equinodermos (crinoides, cistoideos, estrellas de mar, etc.), graptolites ramificados, y otros taxones todos comunes. Aparecen los conodontos (cordados planctónicos primitivos). Primeras plantas verdes y hongos en tierra. Glaciación al final del periodo. | 458,2±0,7 | |                           |
| Paleozoico          | Ordovícico       | Ordovícico | Medio | Medio | Darriwiliense Darriwiliano | Los invertebrados se diversifican en muchas formas nuevas (ej. cefalópodos de concha recta). Primeros corales, braquiópodos articulados (Orthida, Strophomenida, etc.), bivalvos, nautiloideos, trilobites, ostrácodos, briozoos, muchos tipos de equinodermos (crinoides, cistoideos, estrellas de mar, etc.), graptolites ramificados, y otros taxones todos comunes. Aparecen los conodontos (cordados planctónicos primitivos). Primeras plantas verdes y hongos en tierra. Glaciación al final del periodo. | 469,4±0,9 | |                           |
| Paleozoico          | Ordovícico       | Ordovícico | Medio | Medio | Dapingiense Dapingiano | Los invertebrados se diversifican en muchas formas nuevas (ej. cefalópodos de concha recta). Primeros corales, braquiópodos articulados (Orthida, Strophomenida, etc.), bivalvos, nautiloideos, trilobites, ostrácodos, briozoos, muchos tipos de equinodermos (crinoides, cistoideos, estrellas de mar, etc.), graptolites ramificados, y otros taxones todos comunes. Aparecen los conodontos (cordados planctónicos primitivos). Primeras plantas verdes y hongos en tierra. Glaciación al final del periodo. | 471,3±1,0 | |                           |
| Paleozoico          | Ordovícico       | Ordovícico | Inferior / Temprano | Inferior / Temprano | Floiense Floiano | Los invertebrados se diversifican en muchas formas nuevas (ej. cefalópodos de concha recta). Primeros corales, braquiópodos articulados (Orthida, Strophomenida, etc.), bivalvos, nautiloideos, trilobites, ostrácodos, briozoos, muchos tipos de equinodermos (crinoides, cistoideos, estrellas de mar, etc.), graptolites ramificados, y otros taxones todos comunes. Aparecen los conodontos (cordados planctónicos primitivos). Primeras plantas verdes y hongos en tierra. Glaciación al final del periodo. | 477,1±1,2 | |                           |
| Paleozoico          | Ordovícico       | Ordovícico | Inferior / Temprano | Inferior / Temprano | Tremadociense Tremadociano | Los invertebrados se diversifican en muchas formas nuevas (ej. cefalópodos de concha recta). Primeros corales, braquiópodos articulados (Orthida, Strophomenida, etc.), bivalvos, nautiloideos, trilobites, ostrácodos, briozoos, muchos tipos de equinodermos (crinoides, cistoideos, estrellas de mar, etc.), graptolites ramificados, y otros taxones todos comunes. Aparecen los conodontos (cordados planctónicos primitivos). Primeras plantas verdes y hongos en tierra. Glaciación al final del periodo. | 486,8 ±1,5 | |                           |
| Paleozoico          | Cámbrico         | Cámbrico | Furongiense Furongiano | Furongiense Furongiano | Piso/Edad 10 | Elevada diversificación de las formas de vida en la explosión cámbrica. Aparecen la mayoría de los filos animales modernos, reemplazando a la fauna de Ediacara, que se ha extinguido. Aparecen los primeros cordados, junto con una gran variedad de filos problemáticos ya extintos. Abundan los arqueociatos formadores de arrecifes, luego desaparecen. Trilobites, gusanos priapúlidos, esponjas, braquiópodos inarticulados, y muchos otros animales son abundantes. Los anomalocáridos son depredadores gigantes. Procariotas, protistas (ej. foraminíferos), hongos y algas persisten hasta el día de hoy. Pannotia se escinde en Gondwana y en otros continentes menores. | 491 | |                           |
| Paleozoico          | Cámbrico         | Cámbrico | Furongiense Furongiano | Furongiense Furongiano | Jiangshaniense Jiangshaniano | Elevada diversificación de las formas de vida en la explosión cámbrica. Aparecen la mayoría de los filos animales modernos, reemplazando a la fauna de Ediacara, que se ha extinguido. Aparecen los primeros cordados, junto con una gran variedad de filos problemáticos ya extintos. Abundan los arqueociatos formadores de arrecifes, luego desaparecen. Trilobites, gusanos priapúlidos, esponjas, braquiópodos inarticulados, y muchos otros animales son abundantes. Los anomalocáridos son depredadores gigantes. Procariotas, protistas (ej. foraminíferos), hongos y algas persisten hasta el día de hoy. Pannotia se escinde en Gondwana y en otros continentes menores. | 494,2 | |                           |
| Paleozoico          | Cámbrico         | Cámbrico | Furongiense Furongiano | Furongiense Furongiano | Paibiense Paibiano | Elevada diversificación de las formas de vida en la explosión cámbrica. Aparecen la mayoría de los filos animales modernos, reemplazando a la fauna de Ediacara, que se ha extinguido. Aparecen los primeros cordados, junto con una gran variedad de filos problemáticos ya extintos. Abundan los arqueociatos formadores de arrecifes, luego desaparecen. Trilobites, gusanos priapúlidos, esponjas, braquiópodos inarticulados, y muchos otros animales son abundantes. Los anomalocáridos son depredadores gigantes. Procariotas, protistas (ej. foraminíferos), hongos y algas persisten hasta el día de hoy. Pannotia se escinde en Gondwana y en otros continentes menores. | ~497 | |                           |
| Paleozoico          | Cámbrico         | Cámbrico | Miaolingiense Miaolingiano | Miaolingiense Miaolingiano | Guzhangiense Guzhangiano | Elevada diversificación de las formas de vida en la explosión cámbrica. Aparecen la mayoría de los filos animales modernos, reemplazando a la fauna de Ediacara, que se ha extinguido. Aparecen los primeros cordados, junto con una gran variedad de filos problemáticos ya extintos. Abundan los arqueociatos formadores de arrecifes, luego desaparecen. Trilobites, gusanos priapúlidos, esponjas, braquiópodos inarticulados, y muchos otros animales son abundantes. Los anomalocáridos son depredadores gigantes. Procariotas, protistas (ej. foraminíferos), hongos y algas persisten hasta el día de hoy. Pannotia se escinde en Gondwana y en otros continentes menores. | ~500,5 | |                           |
| Paleozoico          | Cámbrico         | Cámbrico | Miaolingiense Miaolingiano | Miaolingiense Miaolingiano | Drumiense Drumiano | Elevada diversificación de las formas de vida en la explosión cámbrica. Aparecen la mayoría de los filos animales modernos, reemplazando a la fauna de Ediacara, que se ha extinguido. Aparecen los primeros cordados, junto con una gran variedad de filos problemáticos ya extintos. Abundan los arqueociatos formadores de arrecifes, luego desaparecen. Trilobites, gusanos priapúlidos, esponjas, braquiópodos inarticulados, y muchos otros animales son abundantes. Los anomalocáridos son depredadores gigantes. Procariotas, protistas (ej. foraminíferos), hongos y algas persisten hasta el día de hoy. Pannotia se escinde en Gondwana y en otros continentes menores. | ~504,5 | |                           |
| Paleozoico          | Cámbrico         | Cámbrico | Miaolingiense Miaolingiano | Miaolingiense Miaolingiano | Wuliuense Wuliuano | Elevada diversificación de las formas de vida en la explosión cámbrica. Aparecen la mayoría de los filos animales modernos, reemplazando a la fauna de Ediacara, que se ha extinguido. Aparecen los primeros cordados, junto con una gran variedad de filos problemáticos ya extintos. Abundan los arqueociatos formadores de arrecifes, luego desaparecen. Trilobites, gusanos priapúlidos, esponjas, braquiópodos inarticulados, y muchos otros animales son abundantes. Los anomalocáridos son depredadores gigantes. Procariotas, protistas (ej. foraminíferos), hongos y algas persisten hasta el día de hoy. Pannotia se escinde en Gondwana y en otros continentes menores. | ~506,5 | |                           |
| Paleozoico          | Cámbrico         | Cámbrico | Serie/Época 2 | Serie/Época 2 | Piso/Edad 4 | Elevada diversificación de las formas de vida en la explosión cámbrica. Aparecen la mayoría de los filos animales modernos, reemplazando a la fauna de Ediacara, que se ha extinguido. Aparecen los primeros cordados, junto con una gran variedad de filos problemáticos ya extintos. Abundan los arqueociatos formadores de arrecifes, luego desaparecen. Trilobites, gusanos priapúlidos, esponjas, braquiópodos inarticulados, y muchos otros animales son abundantes. Los anomalocáridos son depredadores gigantes. Procariotas, protistas (ej. foraminíferos), hongos y algas persisten hasta el día de hoy. Pannotia se escinde en Gondwana y en otros continentes menores. | 514,5 | |                           |
| Paleozoico          | Cámbrico         | Cámbrico | Serie/Época 2 | Serie/Época 2 | Piso/Edad 3 | Elevada diversificación de las formas de vida en la explosión cámbrica. Aparecen la mayoría de los filos animales modernos, reemplazando a la fauna de Ediacara, que se ha extinguido. Aparecen los primeros cordados, junto con una gran variedad de filos problemáticos ya extintos. Abundan los arqueociatos formadores de arrecifes, luego desaparecen. Trilobites, gusanos priapúlidos, esponjas, braquiópodos inarticulados, y muchos otros animales son abundantes. Los anomalocáridos son depredadores gigantes. Procariotas, protistas (ej. foraminíferos), hongos y algas persisten hasta el día de hoy. Pannotia se escinde en Gondwana y en otros continentes menores. | ~521 | |                           |
| Paleozoico          | Cámbrico         | Cámbrico | Terreneuviense Terreneuviano | Terreneuviense Terreneuviano | Piso/Edad 2 | Elevada diversificación de las formas de vida en la explosión cámbrica. Aparecen la mayoría de los filos animales modernos, reemplazando a la fauna de Ediacara, que se ha extinguido. Aparecen los primeros cordados, junto con una gran variedad de filos problemáticos ya extintos. Abundan los arqueociatos formadores de arrecifes, luego desaparecen. Trilobites, gusanos priapúlidos, esponjas, braquiópodos inarticulados, y muchos otros animales son abundantes. Los anomalocáridos son depredadores gigantes. Procariotas, protistas (ej. foraminíferos), hongos y algas persisten hasta el día de hoy. Pannotia se escinde en Gondwana y en otros continentes menores. | ~529 | |                           |
| Paleozoico          | Cámbrico         | Cámbrico | Terreneuviense Terreneuviano | Terreneuviense Terreneuviano | Fortuniense Fortuniano | Elevada diversificación de las formas de vida en la explosión cámbrica. Aparecen la mayoría de los filos animales modernos, reemplazando a la fauna de Ediacara, que se ha extinguido. Aparecen los primeros cordados, junto con una gran variedad de filos problemáticos ya extintos. Abundan los arqueociatos formadores de arrecifes, luego desaparecen. Trilobites, gusanos priapúlidos, esponjas, braquiópodos inarticulados, y muchos otros animales son abundantes. Los anomalocáridos son depredadores gigantes. Procariotas, protistas (ej. foraminíferos), hongos y algas persisten hasta el día de hoy. Pannotia se escinde en Gondwana y en otros continentes menores. | 538,8±0,6 | |                           |
| Precám- brico       | Protero- zoico   | Neo- proterozoico | Ediacárico Ediacariano | Ediacárico Ediacariano | La biota ediacárica florece en todos los mares. Pistas fósiles de posibles animales vermiformes (Planolites). Primeras esponjas y trilobitomorfos. Formas enigmáticas que incluyen numerosos organismos blandos parecidos a bolsas, discos o colchas (como Dickinsonia). | La biota ediacárica florece en todos los mares. Pistas fósiles de posibles animales vermiformes (Planolites). Primeras esponjas y trilobitomorfos. Formas enigmáticas que incluyen numerosos organismos blandos parecidos a bolsas, discos o colchas (como Dickinsonia). | La biota ediacárica florece en todos los mares. Pistas fósiles de posibles animales vermiformes (Planolites). Primeras esponjas y trilobitomorfos. Formas enigmáticas que incluyen numerosos organismos blandos parecidos a bolsas, discos o colchas (como Dickinsonia). | La biota ediacárica florece en todos los mares. Pistas fósiles de posibles animales vermiformes (Planolites). Primeras esponjas y trilobitomorfos. Formas enigmáticas que incluyen numerosos organismos blandos parecidos a bolsas, discos o colchas (como Dickinsonia). | ~635                      |
| Precám- brico       | Protero- zoico   | Neo- proterozoico | Criogénico Criogeniano | Criogénico Criogeniano | Glaciación global ("Tierra bola de nieve"). Los fósiles aún son raros. El continente Rodinia comienza a fragmentarse. | Glaciación global ("Tierra bola de nieve"). Los fósiles aún son raros. El continente Rodinia comienza a fragmentarse. | Glaciación global ("Tierra bola de nieve"). Los fósiles aún son raros. El continente Rodinia comienza a fragmentarse. | Glaciación global ("Tierra bola de nieve"). Los fósiles aún son raros. El continente Rodinia comienza a fragmentarse. | ~720                      |
| Precám- brico       | Protero- zoico   | Neo- proterozoico | Tónico Toniano | Tónico Toniano | Persiste el supercontinente Rodinia. Trazas fósiles de eucariotas multicelulares simples. Primera diversificación de acritarcos parecidos a dinoflagelados. | Persiste el supercontinente Rodinia. Trazas fósiles de eucariotas multicelulares simples. Primera diversificación de acritarcos parecidos a dinoflagelados. | Persiste el supercontinente Rodinia. Trazas fósiles de eucariotas multicelulares simples. Primera diversificación de acritarcos parecidos a dinoflagelados. | Persiste el supercontinente Rodinia. Trazas fósiles de eucariotas multicelulares simples. Primera diversificación de acritarcos parecidos a dinoflagelados. | 1000                      |
| Precám- brico       | Protero- zoico   | Meso- proterozoico | Esténico Steniano | Esténico Steniano | Surgen estrechos cinturones metamórficos debidos a la orogenia al formarse el supercontinente Rodinia. | Surgen estrechos cinturones metamórficos debidos a la orogenia al formarse el supercontinente Rodinia. | Surgen estrechos cinturones metamórficos debidos a la orogenia al formarse el supercontinente Rodinia. | Surgen estrechos cinturones metamórficos debidos a la orogenia al formarse el supercontinente Rodinia. | 1200                      |
| Precám- brico       | Protero- zoico   | Meso- proterozoico | Ectásico Ectasiano | Ectásico Ectasiano | Los depósitos sedimentarios sobre las plataformas continúan expandiéndose. Colonias de algas verdes pueblan los mares. | Los depósitos sedimentarios sobre las plataformas continúan expandiéndose. Colonias de algas verdes pueblan los mares. | Los depósitos sedimentarios sobre las plataformas continúan expandiéndose. Colonias de algas verdes pueblan los mares. | Los depósitos sedimentarios sobre las plataformas continúan expandiéndose. Colonias de algas verdes pueblan los mares. | 1400                      |
| Precám- brico       | Protero- zoico   | Meso- proterozoico | Calímico Calymmiano | Calímico Calymmiano | Desarrollo de depósitos sedimentarios o volcánicos sobre las plataformas existentes. | Desarrollo de depósitos sedimentarios o volcánicos sobre las plataformas existentes. | Desarrollo de depósitos sedimentarios o volcánicos sobre las plataformas existentes. | Desarrollo de depósitos sedimentarios o volcánicos sobre las plataformas existentes. | 1600                      |
| Precám- brico       | Protero- zoico   | Paleo- proterozoico | Estatérico Statheriano | Estatérico Statheriano | Primeras formas de vida unicelulares complejas con núcleo: protistas. Formación del supercontinente Columbia. | Primeras formas de vida unicelulares complejas con núcleo: protistas. Formación del supercontinente Columbia. | Primeras formas de vida unicelulares complejas con núcleo: protistas. Formación del supercontinente Columbia. | Primeras formas de vida unicelulares complejas con núcleo: protistas. Formación del supercontinente Columbia. | 1800                      |
| Precám- brico       | Protero- zoico   | Paleo- proterozoico | Orosírico Orosiriano | Orosírico Orosiriano | La atmósfera se vuelve oxigénica. Impactan dos asteroides, ocasionando los cráteres de Vredefort (2020 Ma) y de Sudbury (1850 Ma). Orogenia intensa. | La atmósfera se vuelve oxigénica. Impactan dos asteroides, ocasionando los cráteres de Vredefort (2020 Ma) y de Sudbury (1850 Ma). Orogenia intensa. | La atmósfera se vuelve oxigénica. Impactan dos asteroides, ocasionando los cráteres de Vredefort (2020 Ma) y de Sudbury (1850 Ma). Orogenia intensa. | La atmósfera se vuelve oxigénica. Impactan dos asteroides, ocasionando los cráteres de Vredefort (2020 Ma) y de Sudbury (1850 Ma). Orogenia intensa. | 2050                      |
| Precám- brico       | Protero- zoico   | Paleo- proterozoico | Riásico Rhyaciano | Riásico Rhyaciano | Formación del Complejo Bushveld. Glaciación Huroniana. | Formación del Complejo Bushveld. Glaciación Huroniana. | Formación del Complejo Bushveld. Glaciación Huroniana. | Formación del Complejo Bushveld. Glaciación Huroniana. | 2300                      |
| Precám- brico       | Protero- zoico   | Paleo- proterozoico | Sidérico Sideriano | Sidérico Sideriano | La Gran Oxidación: formaciones de hierro bandeado. | La Gran Oxidación: formaciones de hierro bandeado. | La Gran Oxidación: formaciones de hierro bandeado. | La Gran Oxidación: formaciones de hierro bandeado. | 2500                      |
| Precám- brico       | Arcaico Arqueano | Neoarcaico Neoarqueano | Estabilización de los cratones modernos. | Estabilización de los cratones modernos. | Estabilización de los cratones modernos. | Estabilización de los cratones modernos. | Estabilización de los cratones modernos. | Estabilización de los cratones modernos. | 2800                      |
| Precám- brico       | Arcaico Arqueano | Mesoarcaico Mesoarqueano | Se expanden los estromatolitos (probablemente cianobacterias coloniales). | Se expanden los estromatolitos (probablemente cianobacterias coloniales). | Se expanden los estromatolitos (probablemente cianobacterias coloniales). | Se expanden los estromatolitos (probablemente cianobacterias coloniales). | Se expanden los estromatolitos (probablemente cianobacterias coloniales). | Se expanden los estromatolitos (probablemente cianobacterias coloniales). | 3200                      |
| Precám- brico       | Arcaico Arqueano | Paleoarcaico Paleoarqueano | Primeras bacterias productoras de oxígeno conocidas. Primeros microfósiles de probables microorganismos procariotas bentónicos en la formación Apex Chert (Warrawoona, Australia), hace 3465 Ma y primeros estromatolitos, en Sudáfrica y Australia hace 3500 Ma. | Primeras bacterias productoras de oxígeno conocidas. Primeros microfósiles de probables microorganismos procariotas bentónicos en la formación Apex Chert (Warrawoona, Australia), hace 3465 Ma y primeros estromatolitos, en Sudáfrica y Australia hace 3500 Ma. | Primeras bacterias productoras de oxígeno conocidas. Primeros microfósiles de probables microorganismos procariotas bentónicos en la formación Apex Chert (Warrawoona, Australia), hace 3465 Ma y primeros estromatolitos, en Sudáfrica y Australia hace 3500 Ma. | Primeras bacterias productoras de oxígeno conocidas. Primeros microfósiles de probables microorganismos procariotas bentónicos en la formación Apex Chert (Warrawoona, Australia), hace 3465 Ma y primeros estromatolitos, en Sudáfrica y Australia hace 3500 Ma. | Primeras bacterias productoras de oxígeno conocidas. Primeros microfósiles de probables microorganismos procariotas bentónicos en la formación Apex Chert (Warrawoona, Australia), hace 3465 Ma y primeros estromatolitos, en Sudáfrica y Australia hace 3500 Ma. | Primeras bacterias productoras de oxígeno conocidas. Primeros microfósiles de probables microorganismos procariotas bentónicos en la formación Apex Chert (Warrawoona, Australia), hace 3465 Ma y primeros estromatolitos, en Sudáfrica y Australia hace 3500 Ma. | 3600                      |
| Precám- brico       | Arcaico Arqueano | Eoarcaico Eoarqueano | Primeras formas de vida unicelulares (probablemente bacterias y puede que arqueas). Microfósiles inciertos más antiguos. Primeras moléculas de RNA autorreplicantes. Marcadores químicos de actividad bacteriana en rocas de hace 3800 Ma en Groenlandia. Máxima actividad de impactos meteoríticos del "Bombardeo intenso tardío" en el Sistema Solar interior (~3920 Ma). Inicio de la cristalización del núcleo interno y generación del campo magnético terrestre (~4000 Ma). | Primeras formas de vida unicelulares (probablemente bacterias y puede que arqueas). Microfósiles inciertos más antiguos. Primeras moléculas de RNA autorreplicantes. Marcadores químicos de actividad bacteriana en rocas de hace 3800 Ma en Groenlandia. Máxima actividad de impactos meteoríticos del "Bombardeo intenso tardío" en el Sistema Solar interior (~3920 Ma). Inicio de la cristalización del núcleo interno y generación del campo magnético terrestre (~4000 Ma). | Primeras formas de vida unicelulares (probablemente bacterias y puede que arqueas). Microfósiles inciertos más antiguos. Primeras moléculas de RNA autorreplicantes. Marcadores químicos de actividad bacteriana en rocas de hace 3800 Ma en Groenlandia. Máxima actividad de impactos meteoríticos del "Bombardeo intenso tardío" en el Sistema Solar interior (~3920 Ma). Inicio de la cristalización del núcleo interno y generación del campo magnético terrestre (~4000 Ma). | Primeras formas de vida unicelulares (probablemente bacterias y puede que arqueas). Microfósiles inciertos más antiguos. Primeras moléculas de RNA autorreplicantes. Marcadores químicos de actividad bacteriana en rocas de hace 3800 Ma en Groenlandia. Máxima actividad de impactos meteoríticos del "Bombardeo intenso tardío" en el Sistema Solar interior (~3920 Ma). Inicio de la cristalización del núcleo interno y generación del campo magnético terrestre (~4000 Ma). | Primeras formas de vida unicelulares (probablemente bacterias y puede que arqueas). Microfósiles inciertos más antiguos. Primeras moléculas de RNA autorreplicantes. Marcadores químicos de actividad bacteriana en rocas de hace 3800 Ma en Groenlandia. Máxima actividad de impactos meteoríticos del "Bombardeo intenso tardío" en el Sistema Solar interior (~3920 Ma). Inicio de la cristalización del núcleo interno y generación del campo magnético terrestre (~4000 Ma). | Primeras formas de vida unicelulares (probablemente bacterias y puede que arqueas). Microfósiles inciertos más antiguos. Primeras moléculas de RNA autorreplicantes. Marcadores químicos de actividad bacteriana en rocas de hace 3800 Ma en Groenlandia. Máxima actividad de impactos meteoríticos del "Bombardeo intenso tardío" en el Sistema Solar interior (~3920 Ma). Inicio de la cristalización del núcleo interno y generación del campo magnético terrestre (~4000 Ma). | 4031±3                    |
| Precám- brico       | Hádico Hadeano   | Mineral más antiguo conocido: un zircón de 4400 Ma. Supuesta formación de la Luna a partir de material arrancado de la Tierra por el choque con Theia hace ~4533 Ma. Supuesta formación de la Tierra por acreción de planetesimales hace unos 4567 Ma. | Mineral más antiguo conocido: un zircón de 4400 Ma. Supuesta formación de la Luna a partir de material arrancado de la Tierra por el choque con Theia hace ~4533 Ma. Supuesta formación de la Tierra por acreción de planetesimales hace unos 4567 Ma. | Mineral más antiguo conocido: un zircón de 4400 Ma. Supuesta formación de la Luna a partir de material arrancado de la Tierra por el choque con Theia hace ~4533 Ma. Supuesta formación de la Tierra por acreción de planetesimales hace unos 4567 Ma. | Mineral más antiguo conocido: un zircón de 4400 Ma. Supuesta formación de la Luna a partir de material arrancado de la Tierra por el choque con Theia hace ~4533 Ma. Supuesta formación de la Tierra por acreción de planetesimales hace unos 4567 Ma. | Mineral más antiguo conocido: un zircón de 4400 Ma. Supuesta formación de la Luna a partir de material arrancado de la Tierra por el choque con Theia hace ~4533 Ma. Supuesta formación de la Tierra por acreción de planetesimales hace unos 4567 Ma. | Mineral más antiguo conocido: un zircón de 4400 Ma. Supuesta formación de la Luna a partir de material arrancado de la Tierra por el choque con Theia hace ~4533 Ma. Supuesta formación de la Tierra por acreción de planetesimales hace unos 4567 Ma. | Mineral más antiguo conocido: un zircón de 4400 Ma. Supuesta formación de la Luna a partir de material arrancado de la Tierra por el choque con Theia hace ~4533 Ma. Supuesta formación de la Tierra por acreción de planetesimales hace unos 4567 Ma. | 4567                      |

## Cronograma a escala
Las siguientes líneas de tiempo muestran la escala del tiempo geológico: la 1.ª muestra el tiempo completo desde la formación de la Tierra hasta el presente; la 2.ª muestra una vista ampliada del eón más reciente; la 3.ª la era más reciente; la 4.ª el período más reciente; y la 5.ª la época más reciente. Los colores son los estándares para representar las rocas según su edad de formación en los mapas geológicos internacionales.
En la imagen, a modo de ejemplo, se observa, de abajo arriba:
- el supereón Precámbrico dividido en sus tres eones (Hádico, Arcaico y Proterozoico);
- el eón Fanerozoico se divide en tres eras: Paleozoico, Mesozoico y Cenozoico;
- la era Cenozoico dividida en tres periodos: Paleógeno, Neógeno y Cuaternario
- la época Holoceno dividida en tres edades: Groenlandiense, Norgripiense y Megalayense